# Chery
Ne doit pas être confondu avec Cherish, Sherry, Cheiry, Chérie, Chéri, Cherie ou Cherry.
Chery Automobiles Co. Ltd (chinois simplifié : 奇瑞汽车, chinois traditionnel : 奇瑞汽車) est une entreprise automobile publique chinoise créée en 1997.

## Histoire et dates clé
En mars 1997, Chery est fondé par un groupe de  cinq fonctionnaires chinois de la province de l'Anhui. La construction de son site industriel, implanté à Wuhu dans la province d'Anhui, a débuté en 1997. Chery est une entreprise publique,.
L'entreprise publique commence la production de moteurs en mai 1999 et de véhicules en décembre de la même année. En octobre 2001, Chery exporte son premier lot de voitures : dix voitures Windcloud, à destination de la Syrie. Cette internationalisation de la marque continue avec la signature du premier contrat de licence de fabrication en CKD de véhicules Chery par SKT Group en Iran en février 2003. Chery signe ensuite des contrats de licence avec CIG Groupe en Égypte, ALADO en Malaisie (fin 2004). En 2005, Chery fonde sa première filiale à l'étranger, en Russie. En 2006, Chery voit ses premiers véhicules assemblés à l'étranger, en Russie d'abord (avril), puis en Indonésie (août). Les résultats de cette orientation stratégique porte leurs fruits, et en 2007, les ventes à l'exportation dépassent 100 000 véhicules en cumulé. En 2011, Chery est le premier producteur chinois à atteindre la barre des 500 000 véhicules exportés depuis le début de ses opérations, ce qui confirme son tropisme à l'international.
Parallèlement à cette internationalisation, Chery se renforce sur le marché chinois. En août 2007, Chery fête la sortie de son 1 000 000e véhicule. Chery définit alors une nouvelle stratégie d'alliance avec des groupes étrangers. En novembre 2006, le groupe signe avec Fiat Auto S.p.A. un accord de fabrication de 100 000 moteurs par an, pour les fabrications Fiat en Asie. En août 2007 - Chery et Fiat Auto signent un accord de coopération débouchant sur la création d'une coentreprise Fiat Chery pour la fabrication de 175 000 voitures Fiat et Alfa Romeo par an.
En mars 2007, les ventes de Chery Automobile atteignent 44 568 véhicules. Ainsi, pour la première fois depuis l'ouverture du pays à la concurrence, la marque la plus vendue sur un mois en Chine est une marque chinoise. Chery a aussi exporté 10 019 voitures en mars et près de 30 000 depuis le début 2007. CBS, qui signale ce volume d'exportation, indique que le gouvernement chinois a pour ambition que ces constructeurs automobiles nationaux détiennent 10% du marché mondial à partir de la décennie suivante, et soutient très fortement le secteur pour parvenir à cet objectif,.
Les années suivantes, Chery perd sa position en tête des ventes. Rattrapé par ses concurrents et par une politique trop ambitieuse d'extension de ses capacités de production, Chery doit faire face à des pertes récurrentes à partir de 2009. Par conséquent, en 2013, après quatre années de pertes qui totalisent plus de trois milliards de dollars, Chery décide de réaliser un plan social et de licencier des centaines d'employés, pour repartir sur des bases plus saines. Chery lance en parallèle une augmentation de capital, sursouscrite, ce qui témoigne d'une certaine confiance dans l'entreprise, même en difficulté. En 2010, Chery produit son 2 000 000e véhicule. En 2012, Chery vend 563 300 véhicules.
Chery essaye de se positionner sur le marché des véhicules électriques en 2009, en lançant à quelques mois d'intervalles sa première voiture hybride, la Chery A5BSG et sa première voiture électrique, la Chery S18.
Après avoir culminé à près de 700 000 automobiles produites en 2010, les ventes du groupe ont reculé pour s'établir à 485 000 en 2014, en faisant le dixième constructeur chinois.
Chery présentera au Salon de Francfort 2017 son nouveau SUV qui marquera sa venue en Europe et à l'international.
En 2023, Chery produit 1,8 million de véhicules, dont près de la moitié sont vendus à l'étranger,. En 2024, Chery ouvre son premier centre de production de véhicules électriques en Espagne, en coentreprise avec un acteur local, Ebro-EV Motors,. Le lieu choisi est l'ancien site de production de Nissan, qui produisait là auparavant 200 000 véhicules avec 3 000 salariés,.

## Modèles

### Chery

#### Berlines
- Chery Arrizo 5/Arrizo 5 Pro/Arrizo EX (2016-présent)
- Chery Arrizo 5 Plus/Arrizo GX (2018-présent)
- Chery Arrizo 8 (2022-présent)

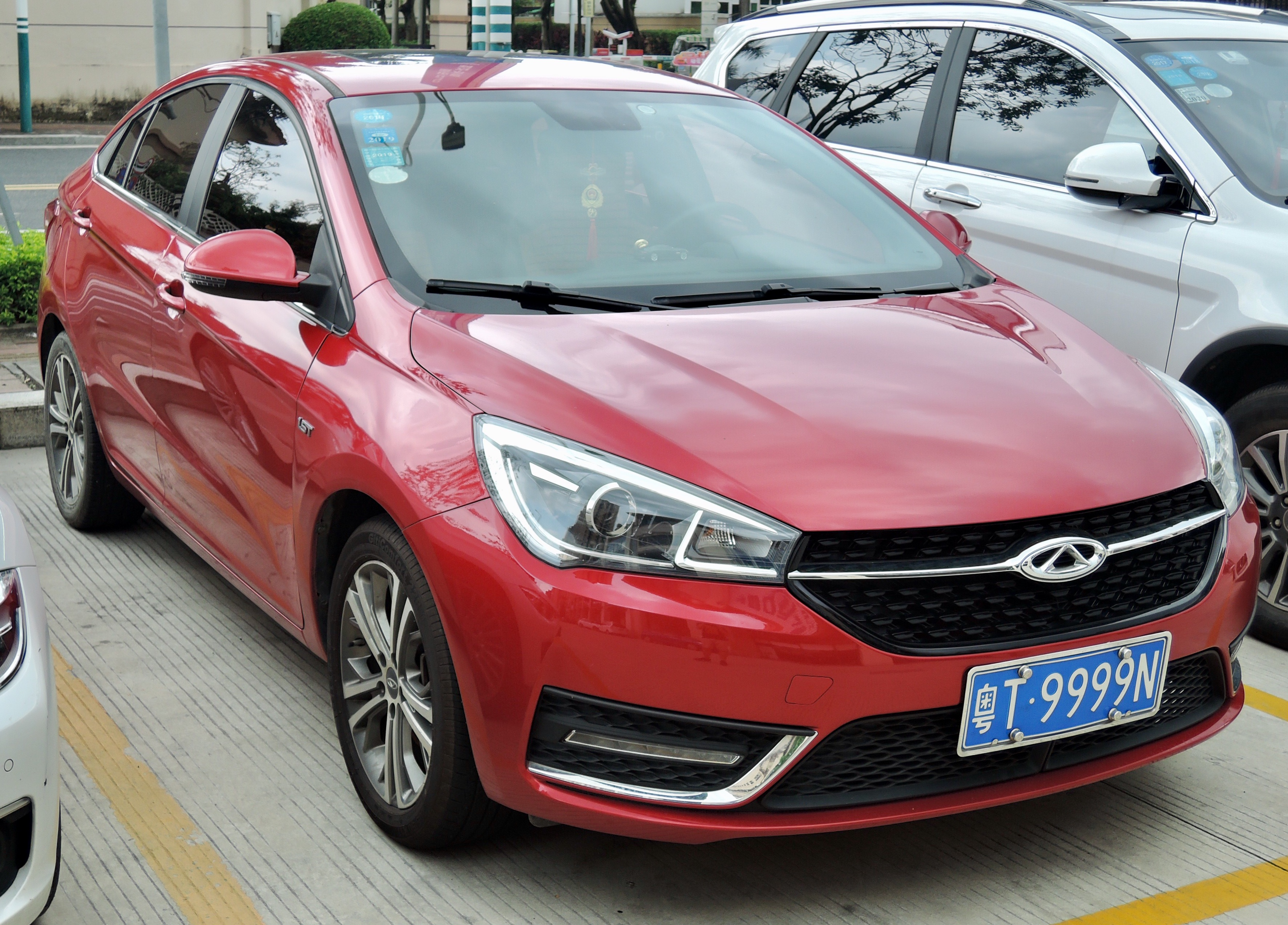
Chery Arrizo 5
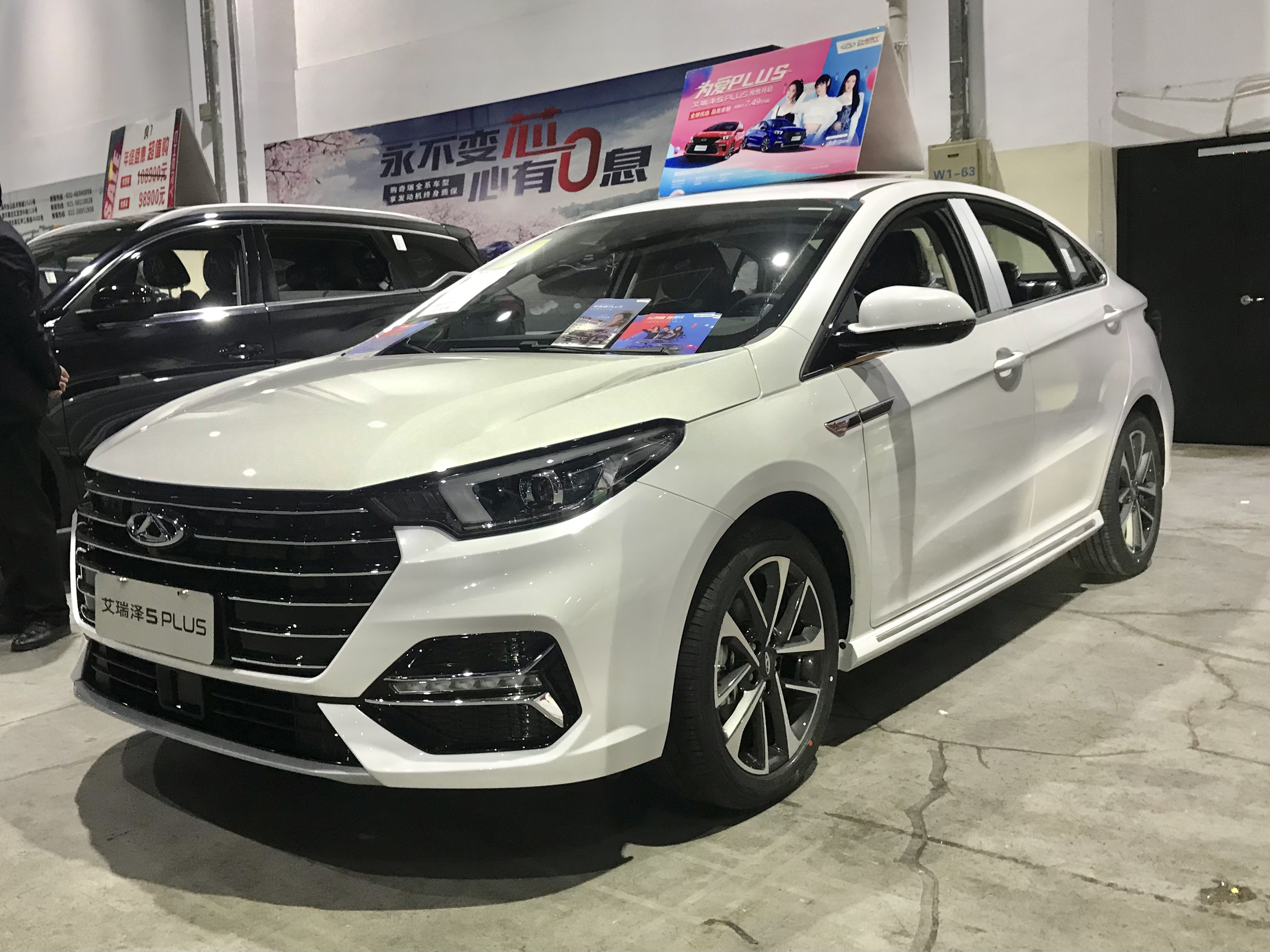
Chery Arrizo 5 Plus
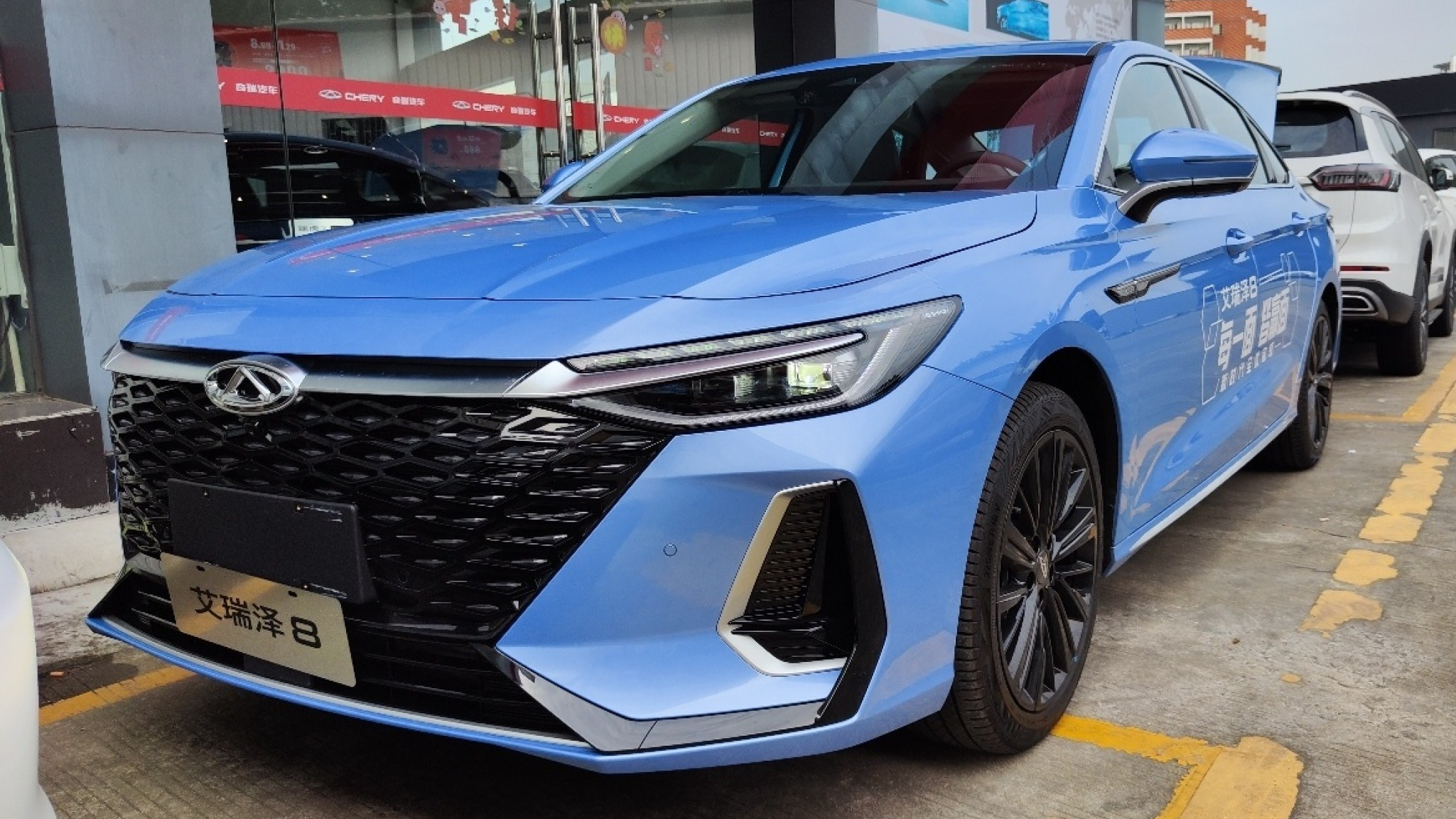
Chery Arrizo 8

#### SUVs

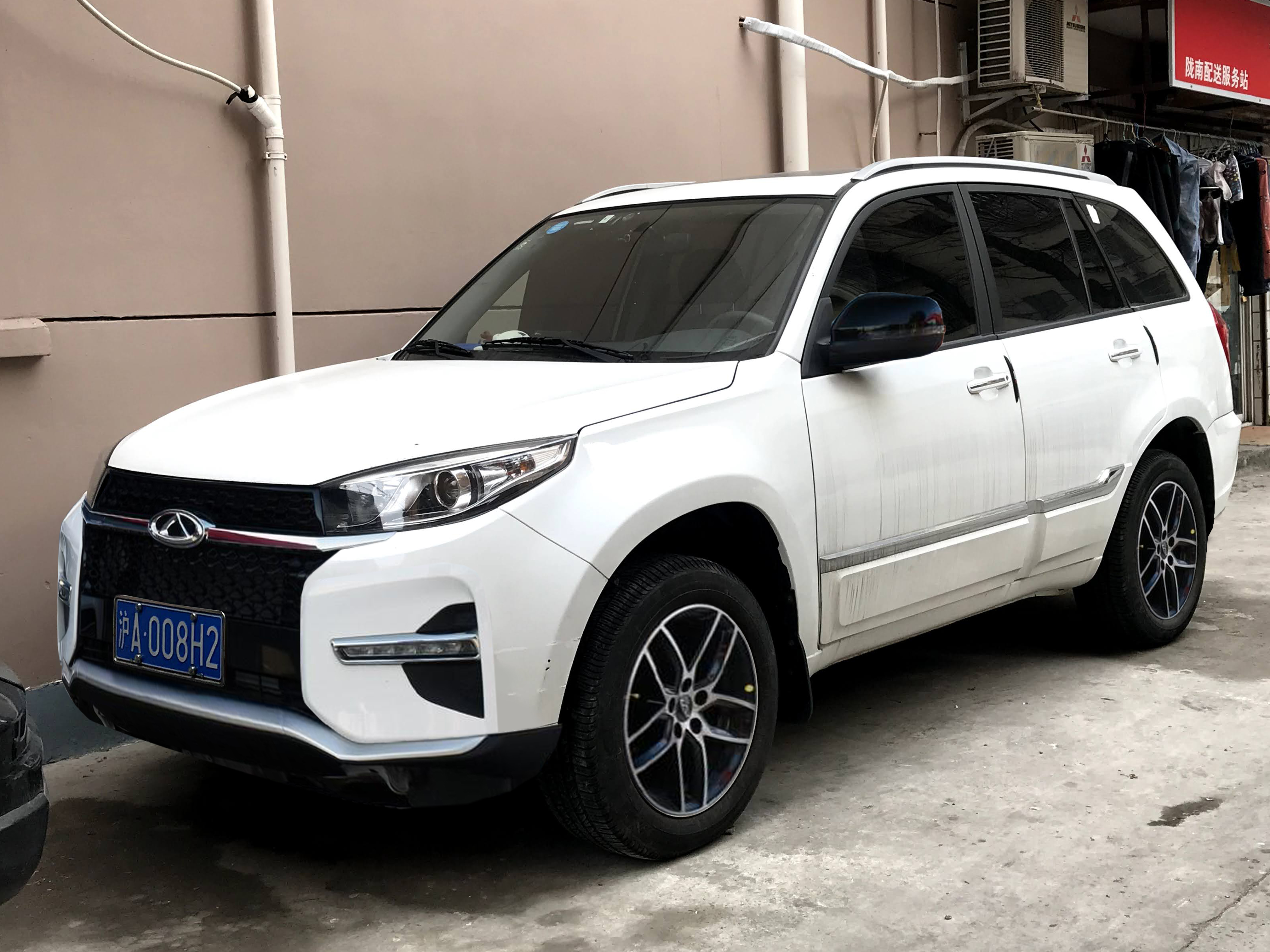
Chery Tiggo 3/Tiggo (2005–present)
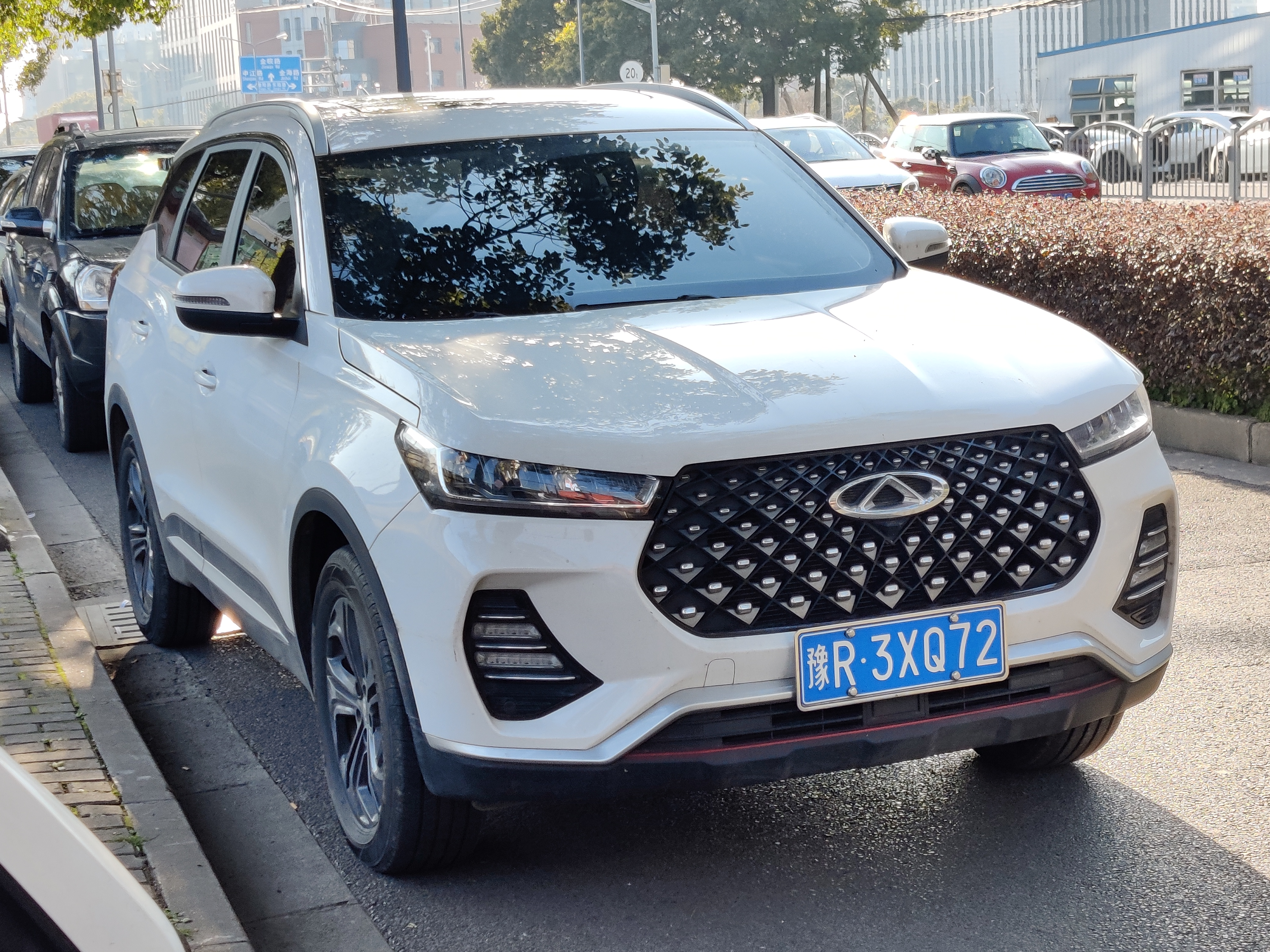
Chery Tiggo 7 (2016-présent)
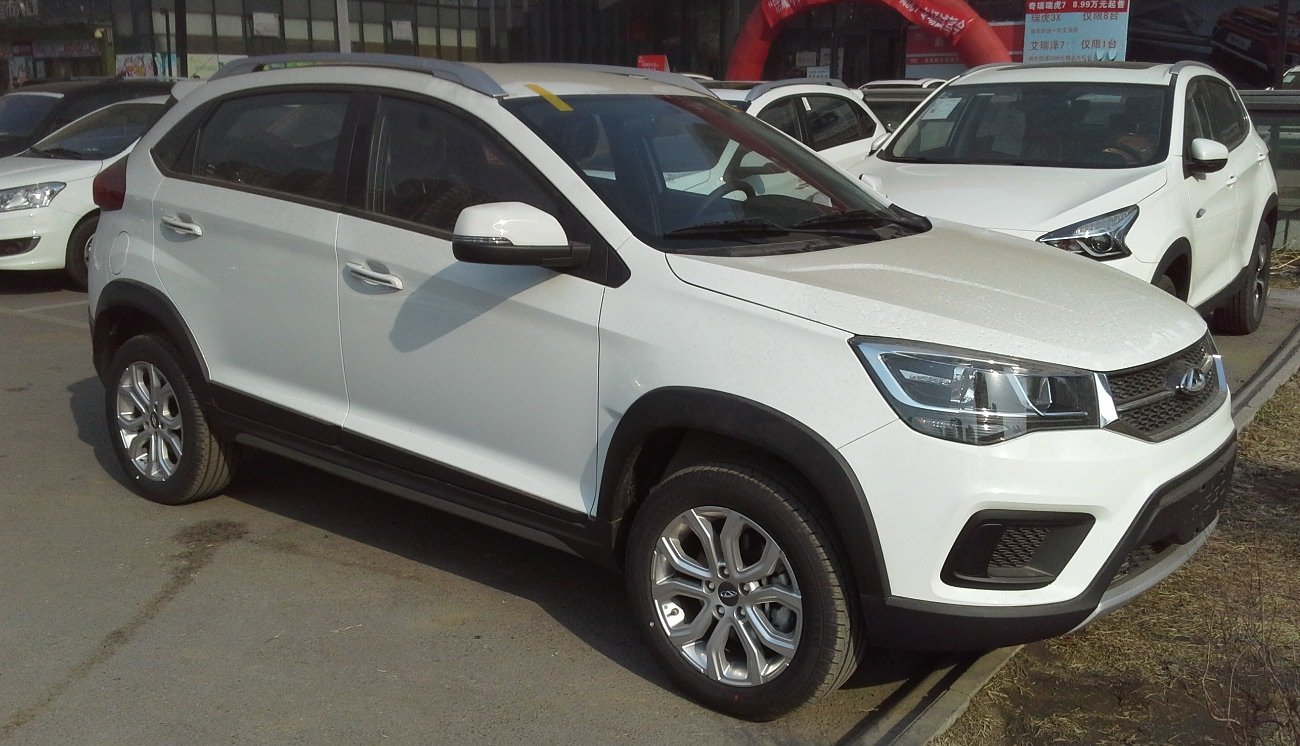
Chery Tiggo 4 Pro (2022-présent)
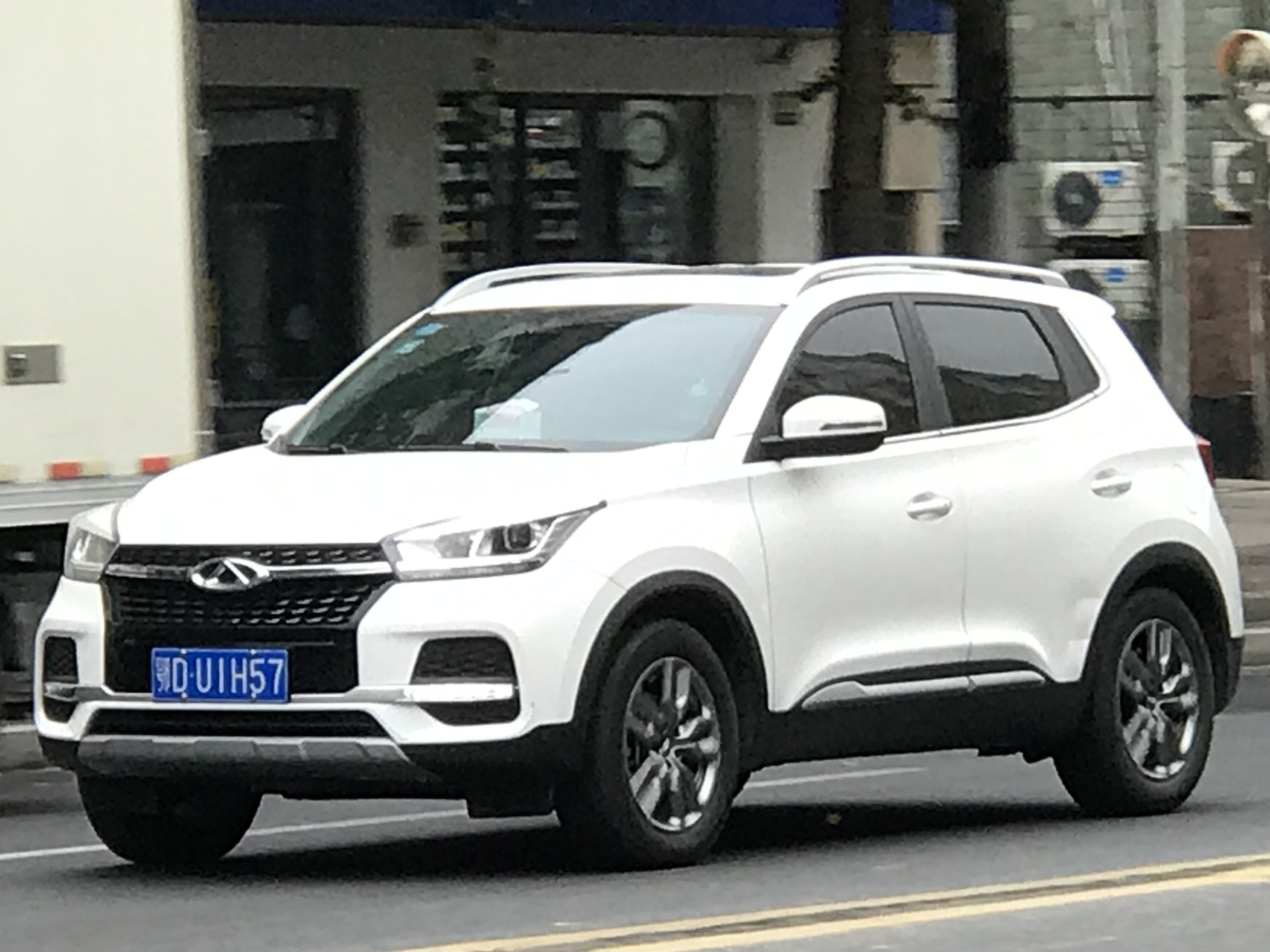
Chery Tiggo 3X (2016-présent)
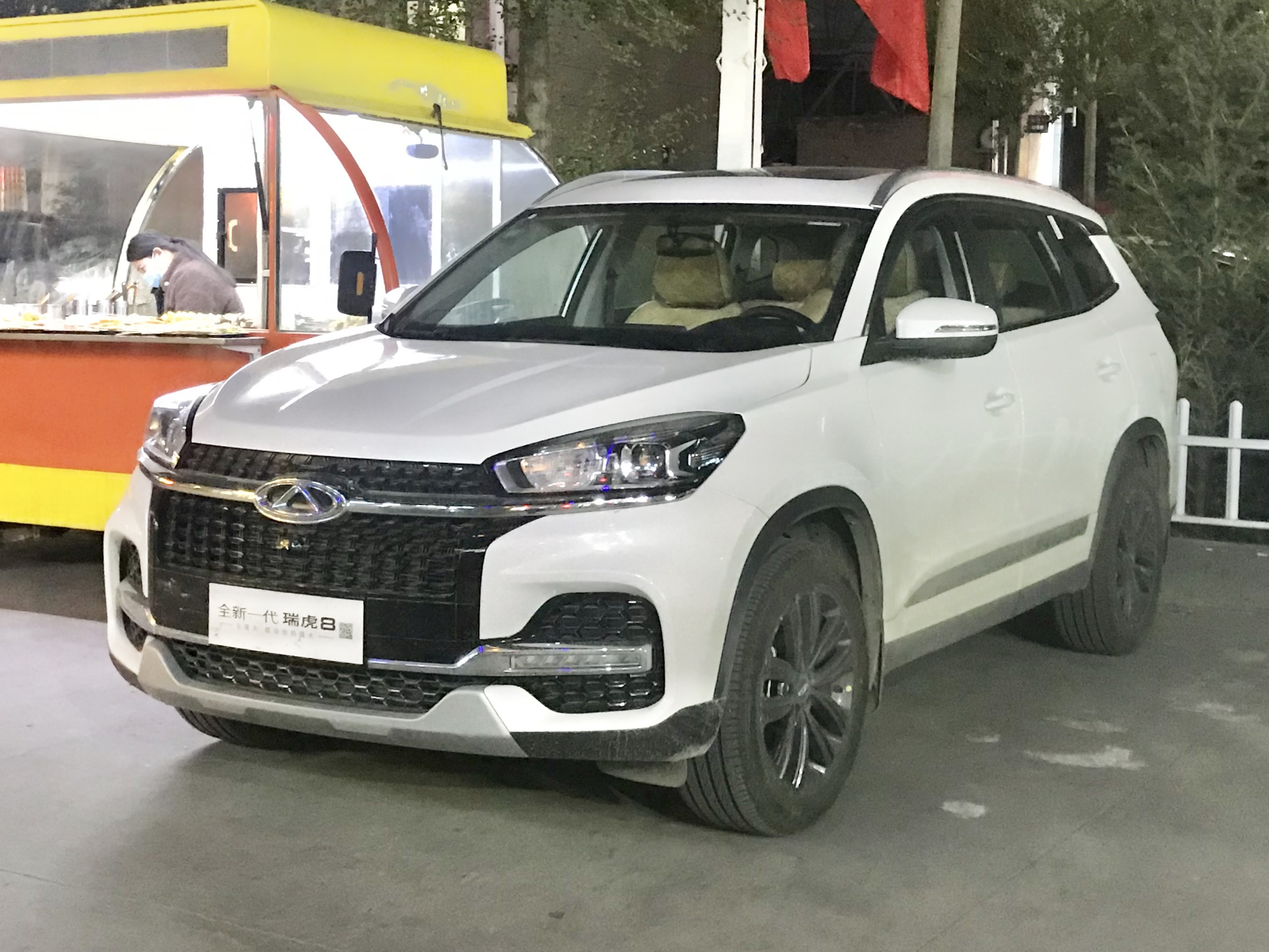
Chery Tiggo 5X (2017-présent)
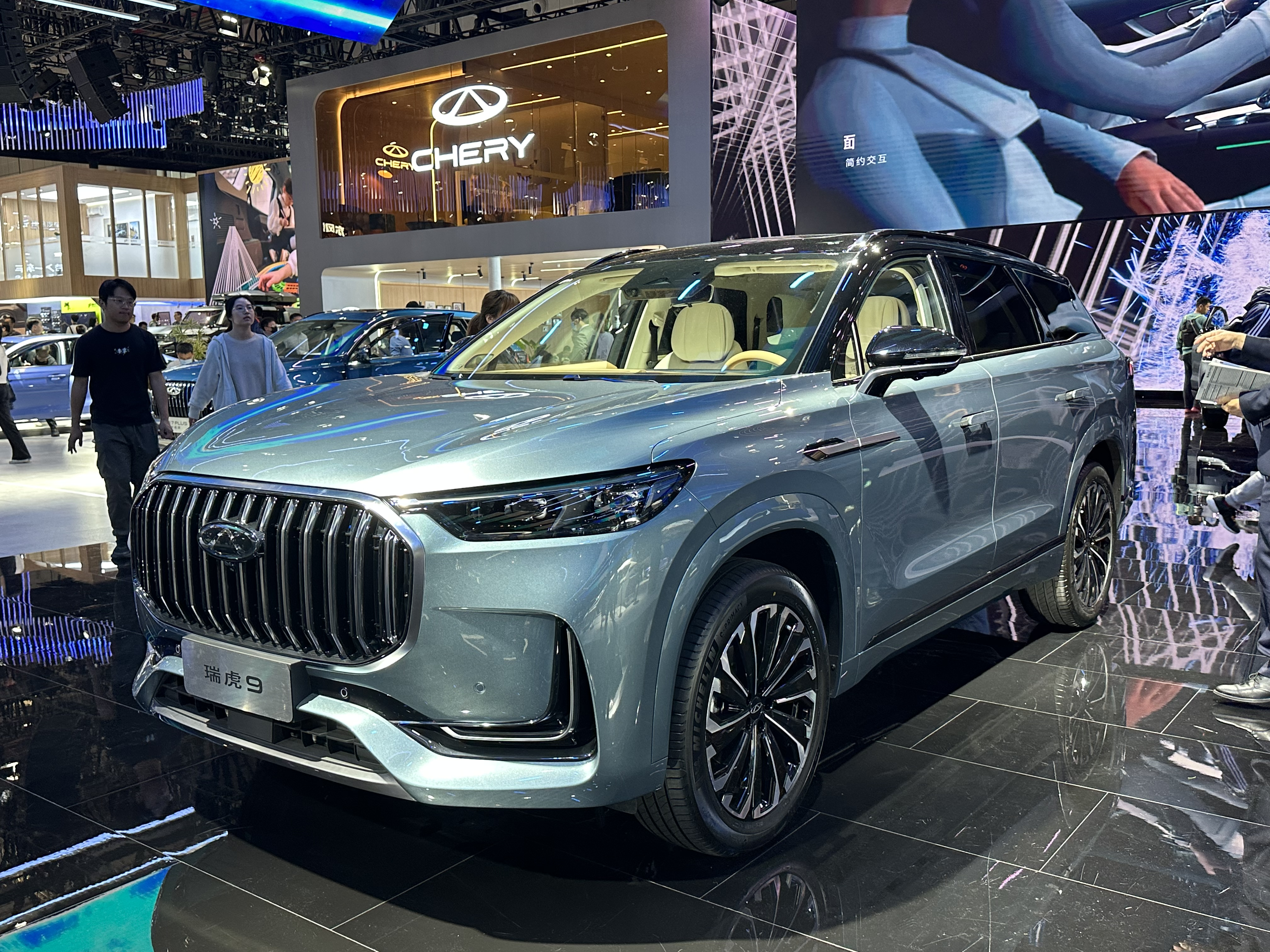
Chery Tiggo 8 (2018-présent)
- Chery Tiggo 9 (2023-présent)
- Chery Omoda 5 (2022-présent)
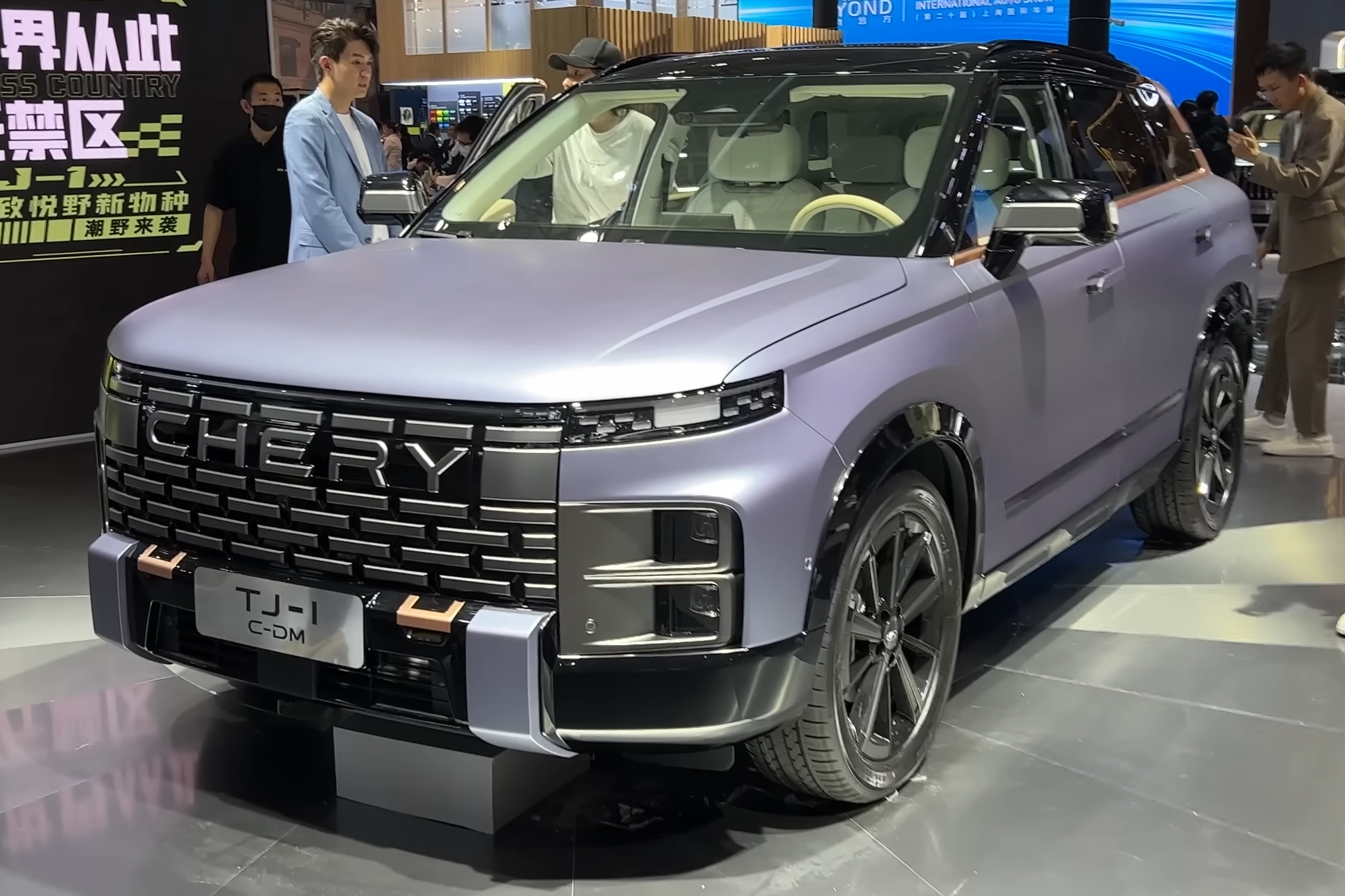
Chery Explore 06 (2023–present)  - Chery Tiggo 3
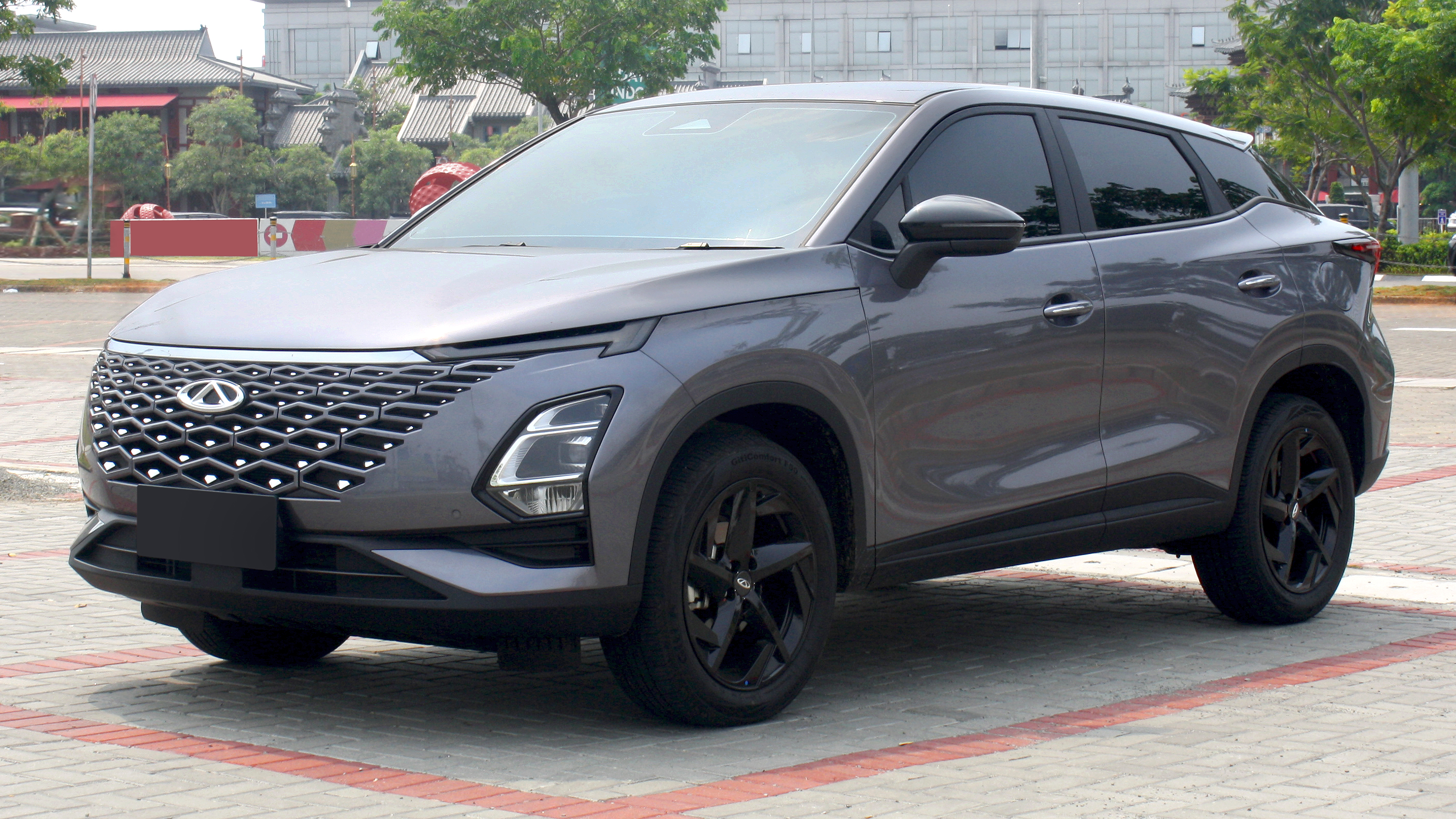
Chery Omoda 5
  - Chery Tiggo 7
  - Chery Tiggo 3x
  - Chery Tiggo 5x
  - Chery Tiggo 8
  - Chery Tiggo 9
  - Chery Explorer 06
  - Chery Omoda 5

### Chery NEV
- Chery QQ Ice Cream (2021-présent)
- Chery eQ1 (Little Ant) (2017-présent)
- Chery eQ2 (2018-présent)
- Chery eQ5 (Big Ant) (2021-présent)
- Chery eQ7 (2023–present)
- Chery Wujie Pro (2022-présent)

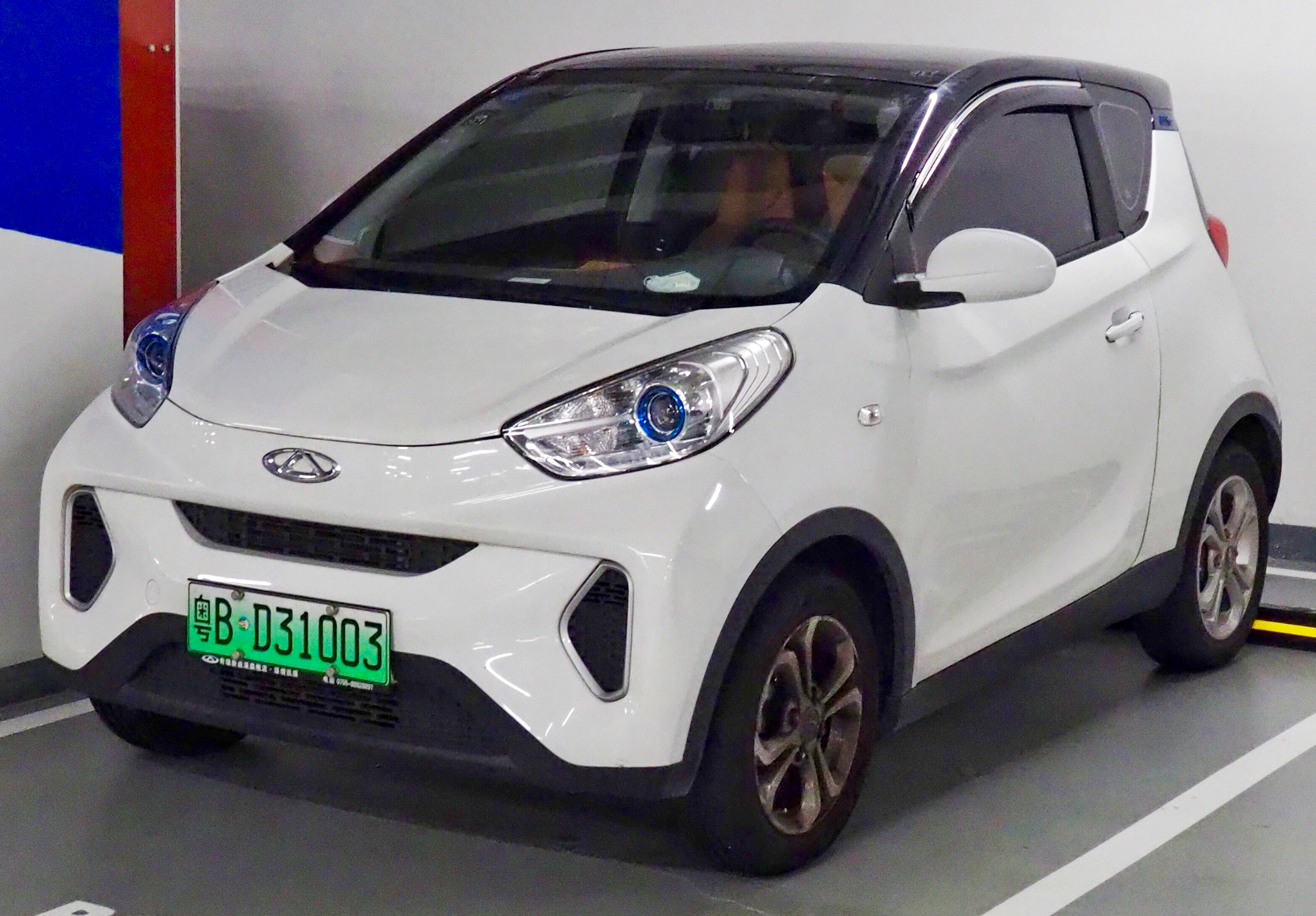
Chery eQ1
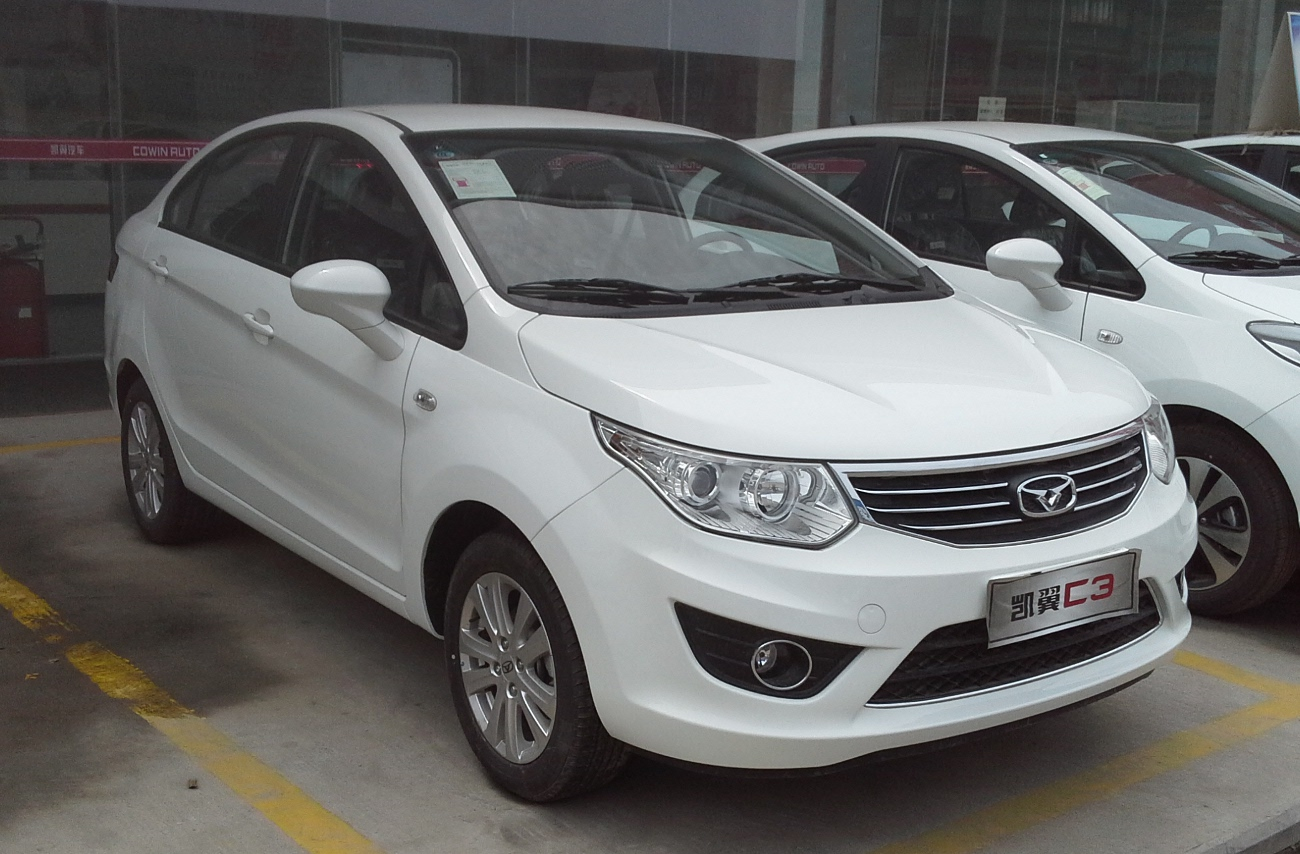
Chery eQ2
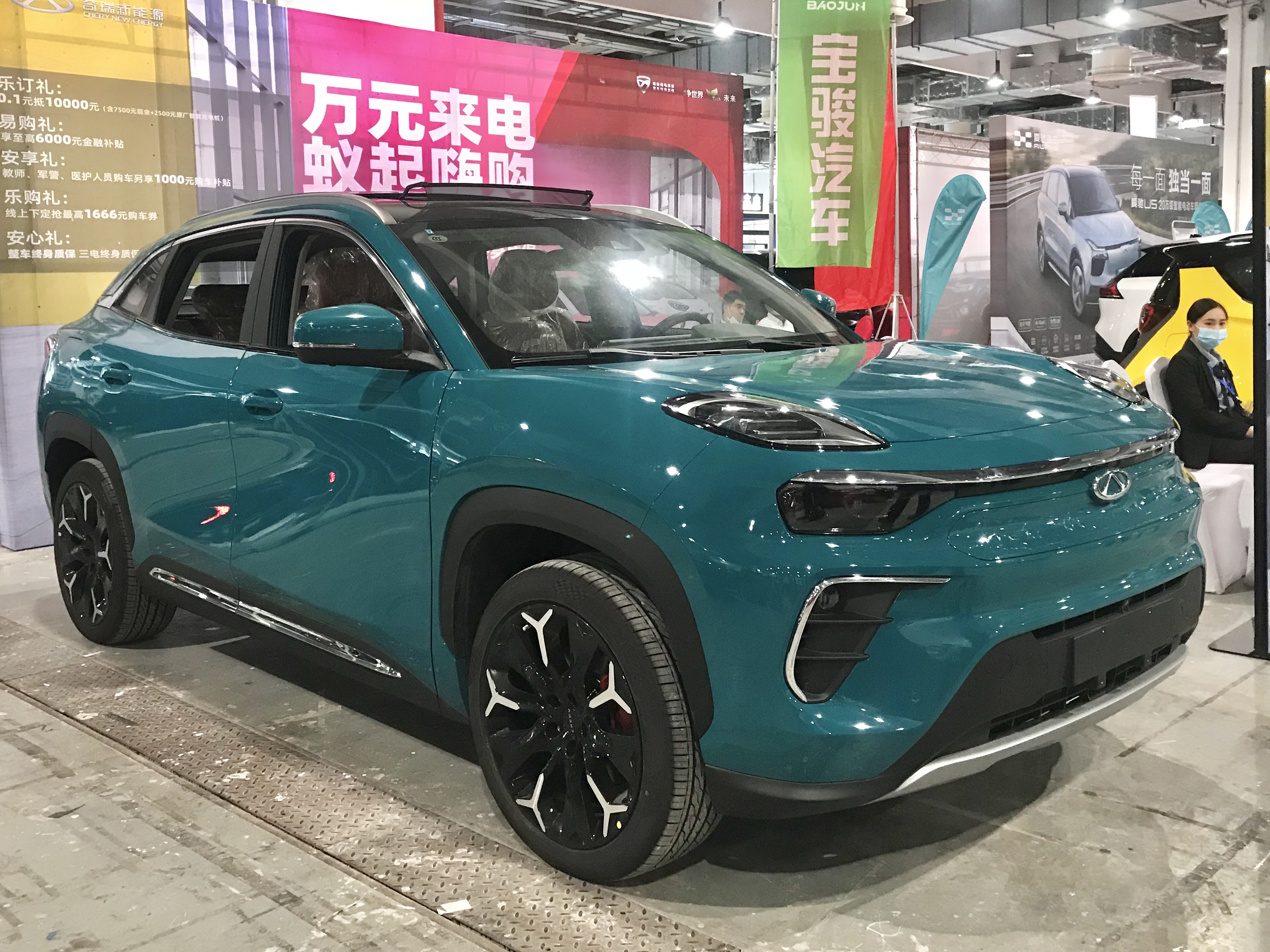
Chery eQ5
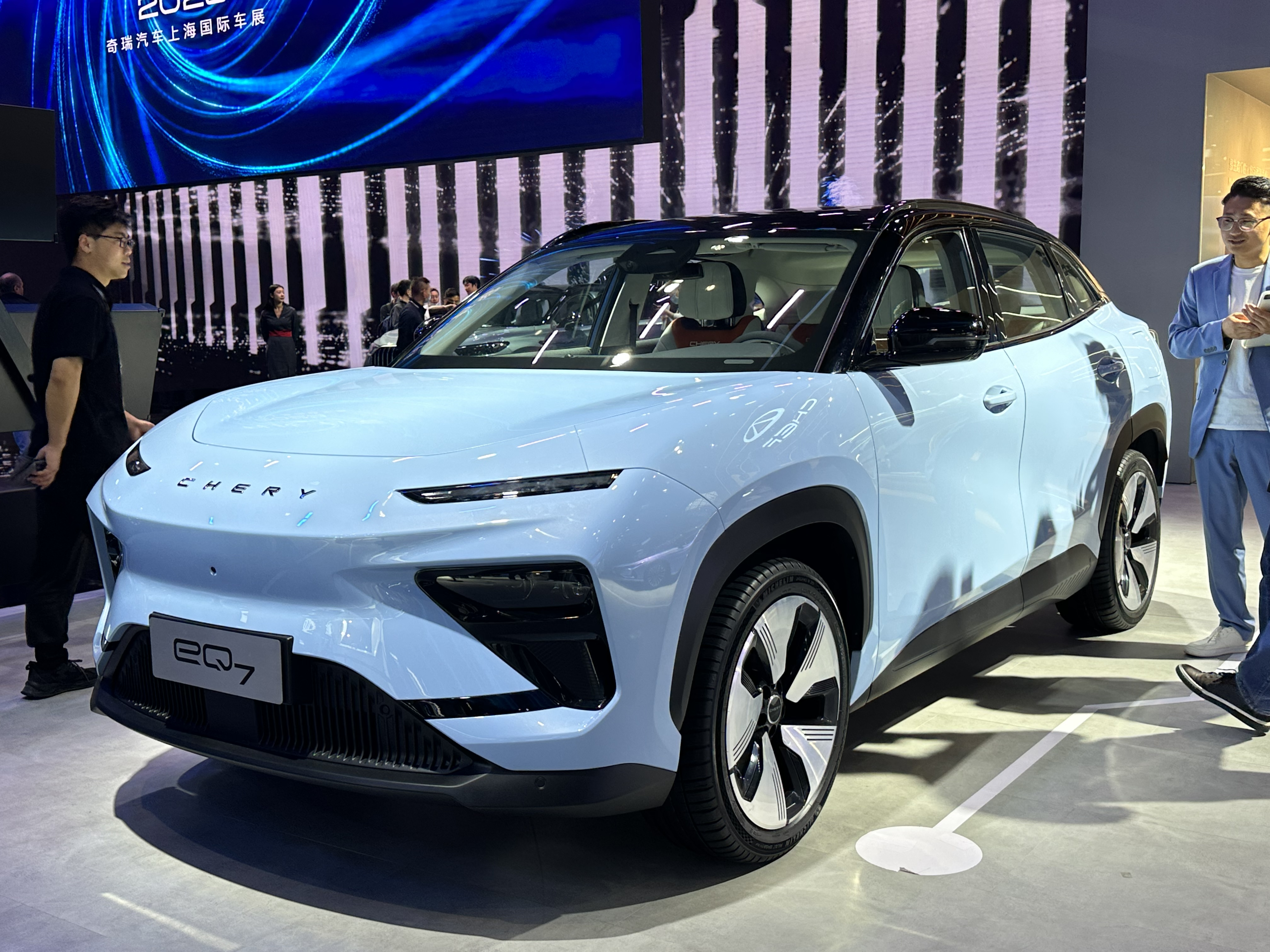
Chery eQ7
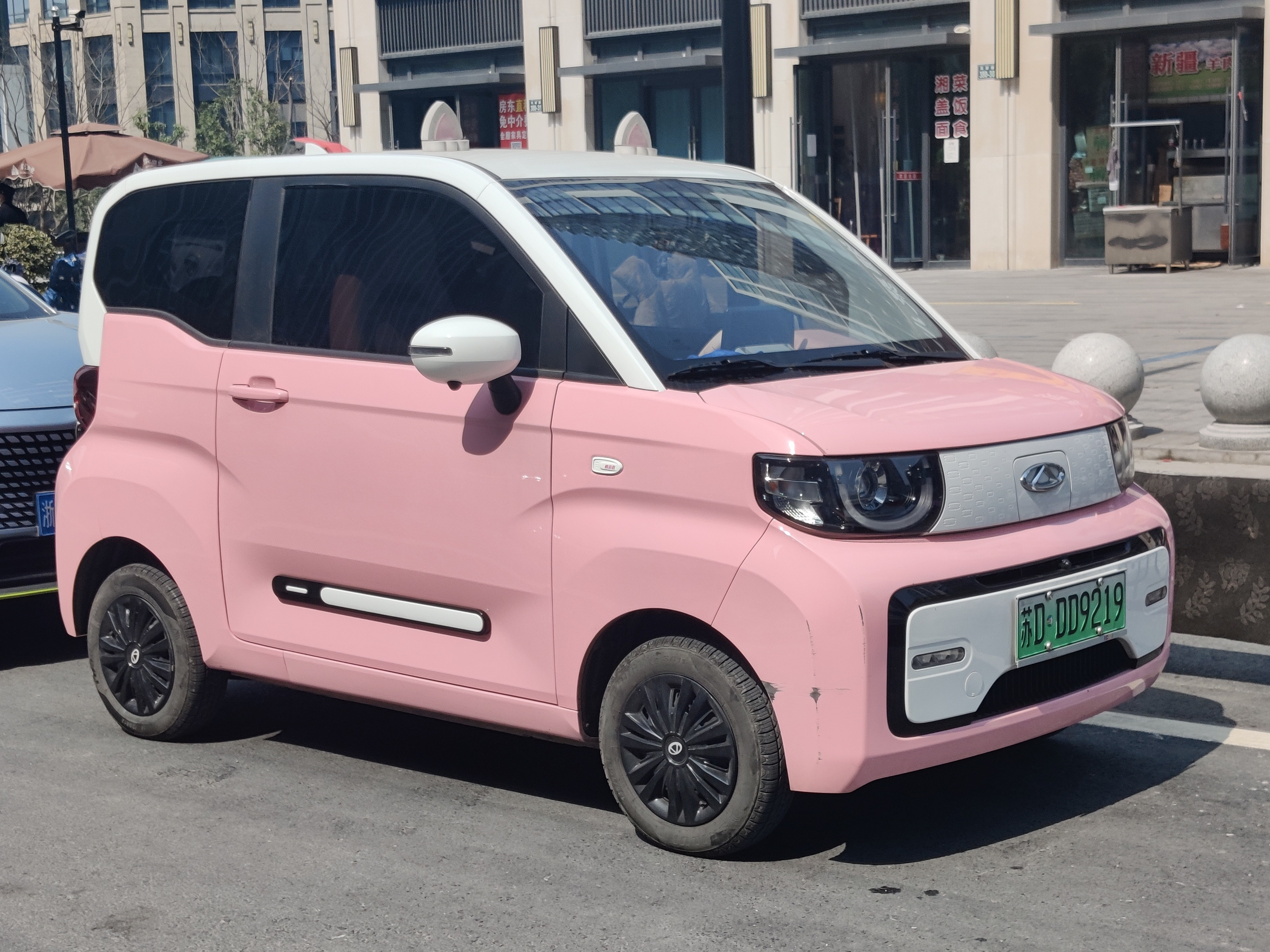
Chery QQ Ice Cream
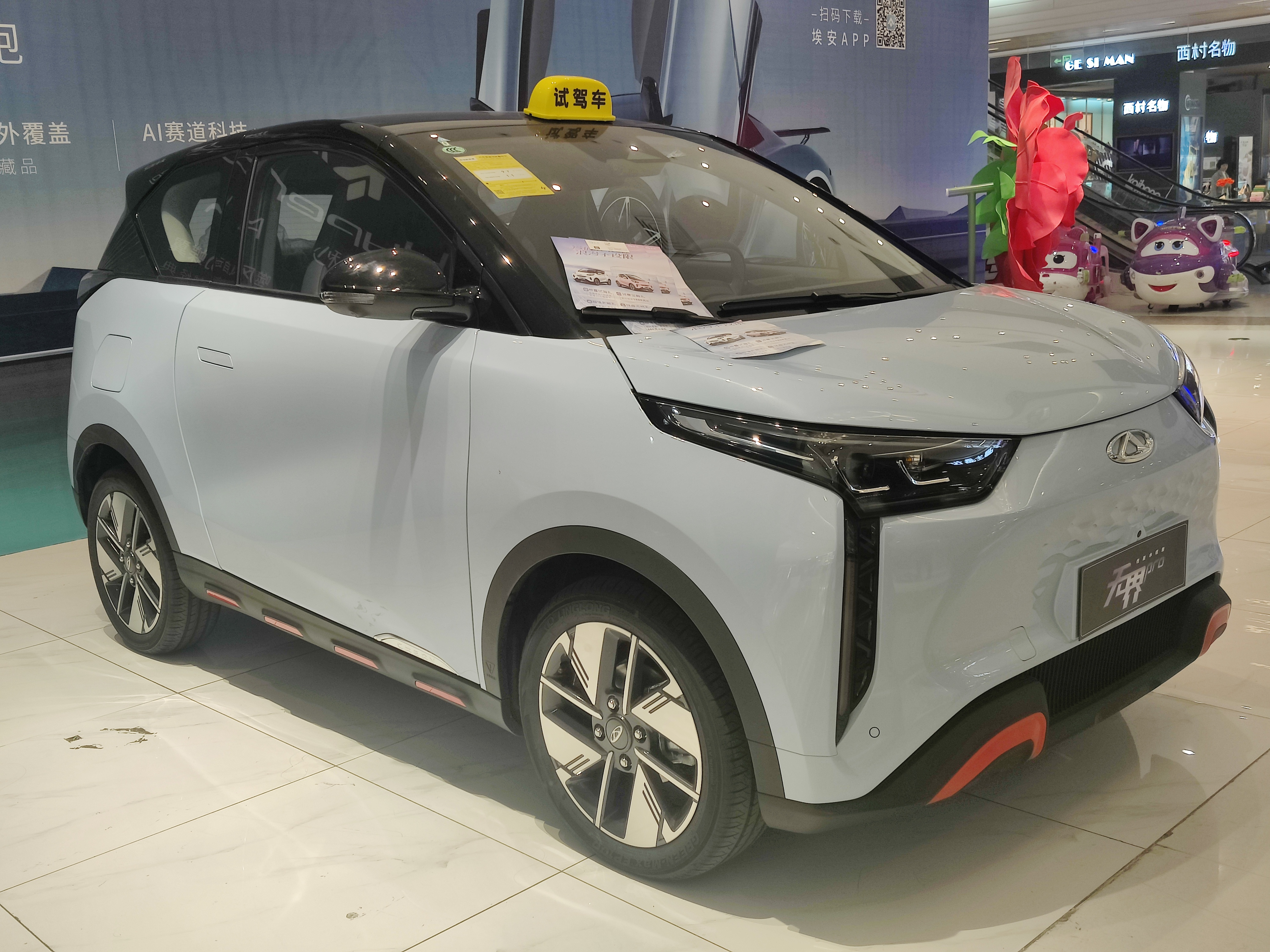
Chery Wujie Pro

### Exeed
Exeed (星途) est la marque haut de gamme de Chery pour les véhicules de tourisme, lancée en septembre 2017.

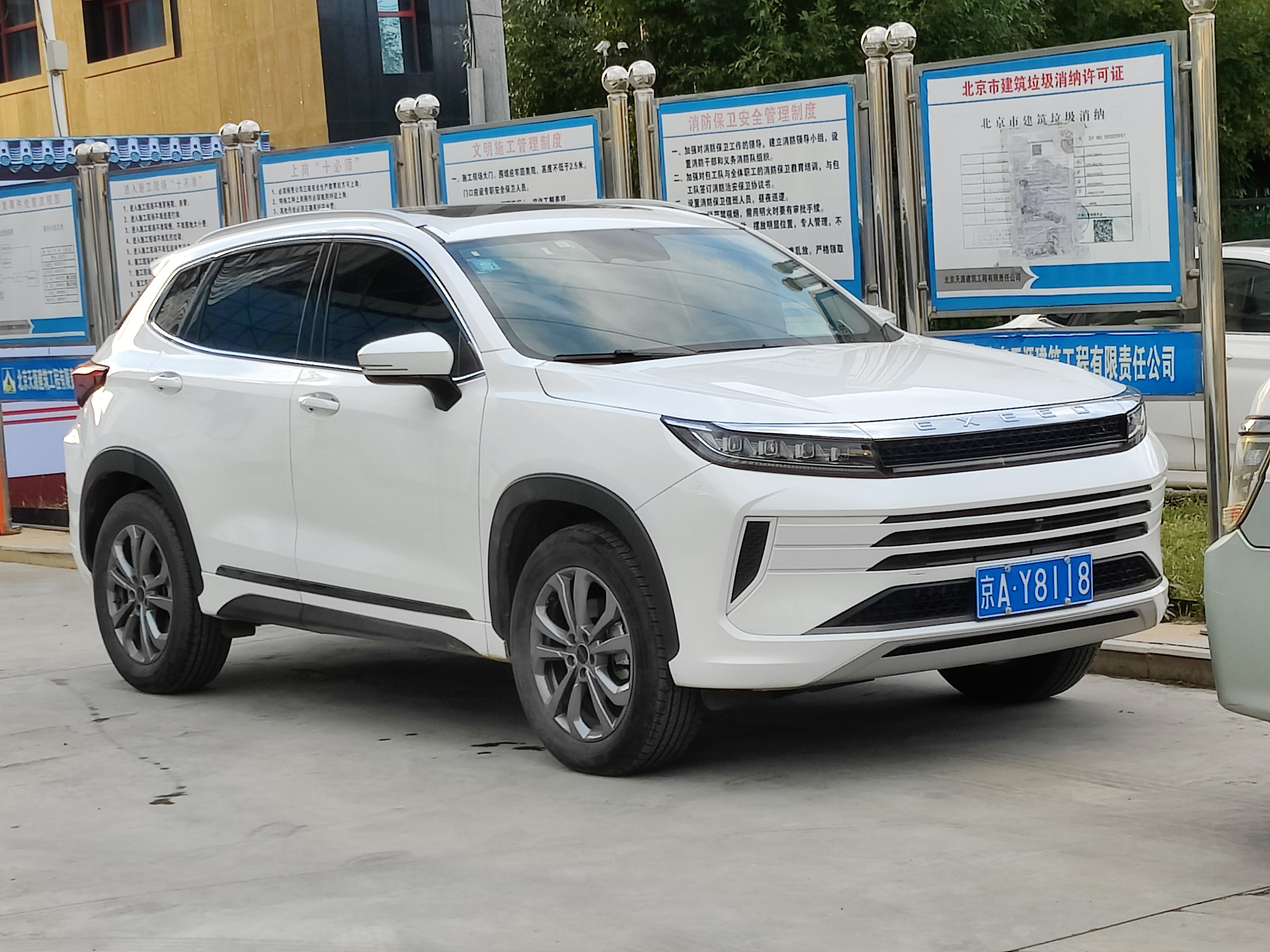
Exeed LX
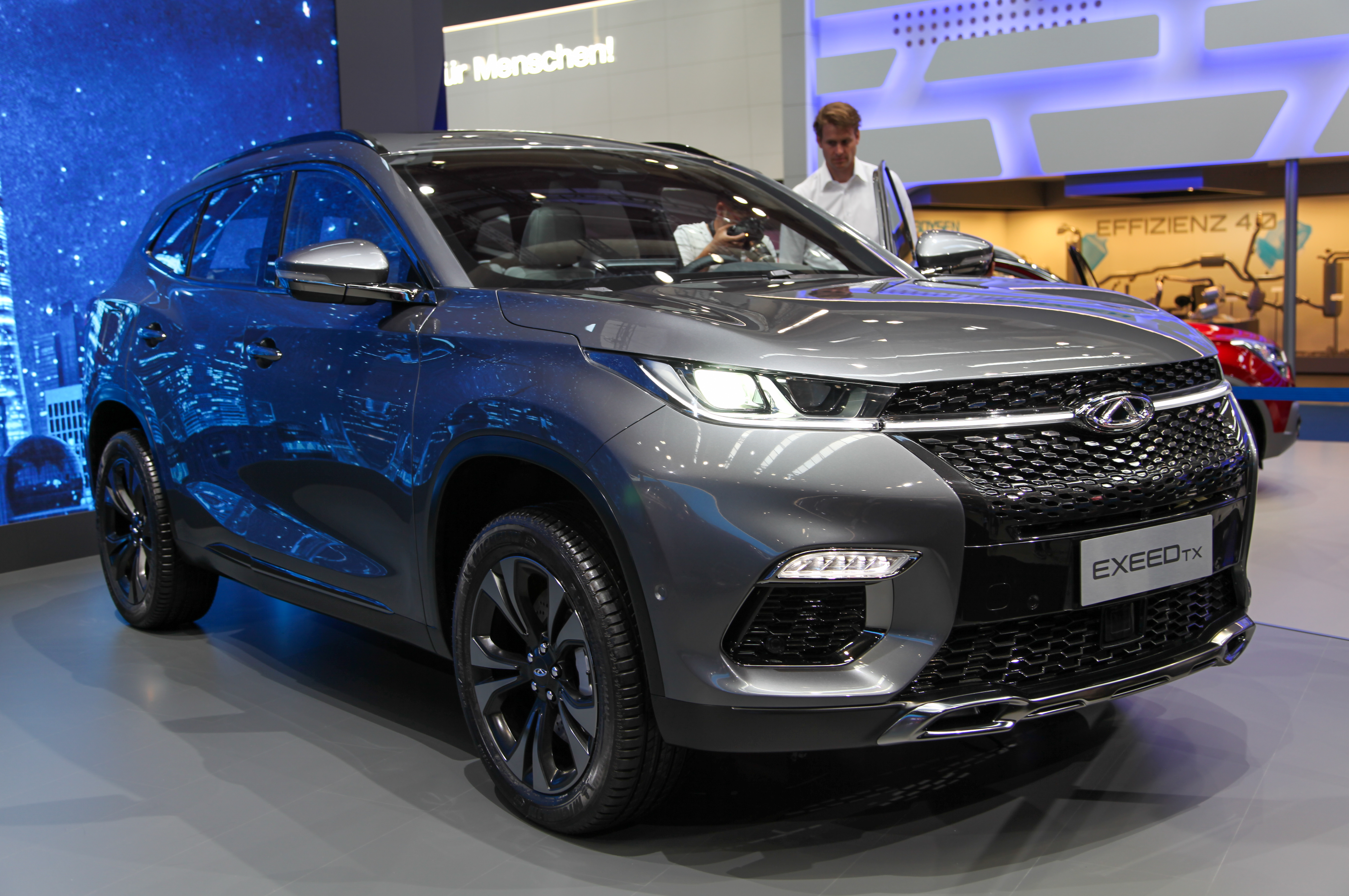
Exeed TX
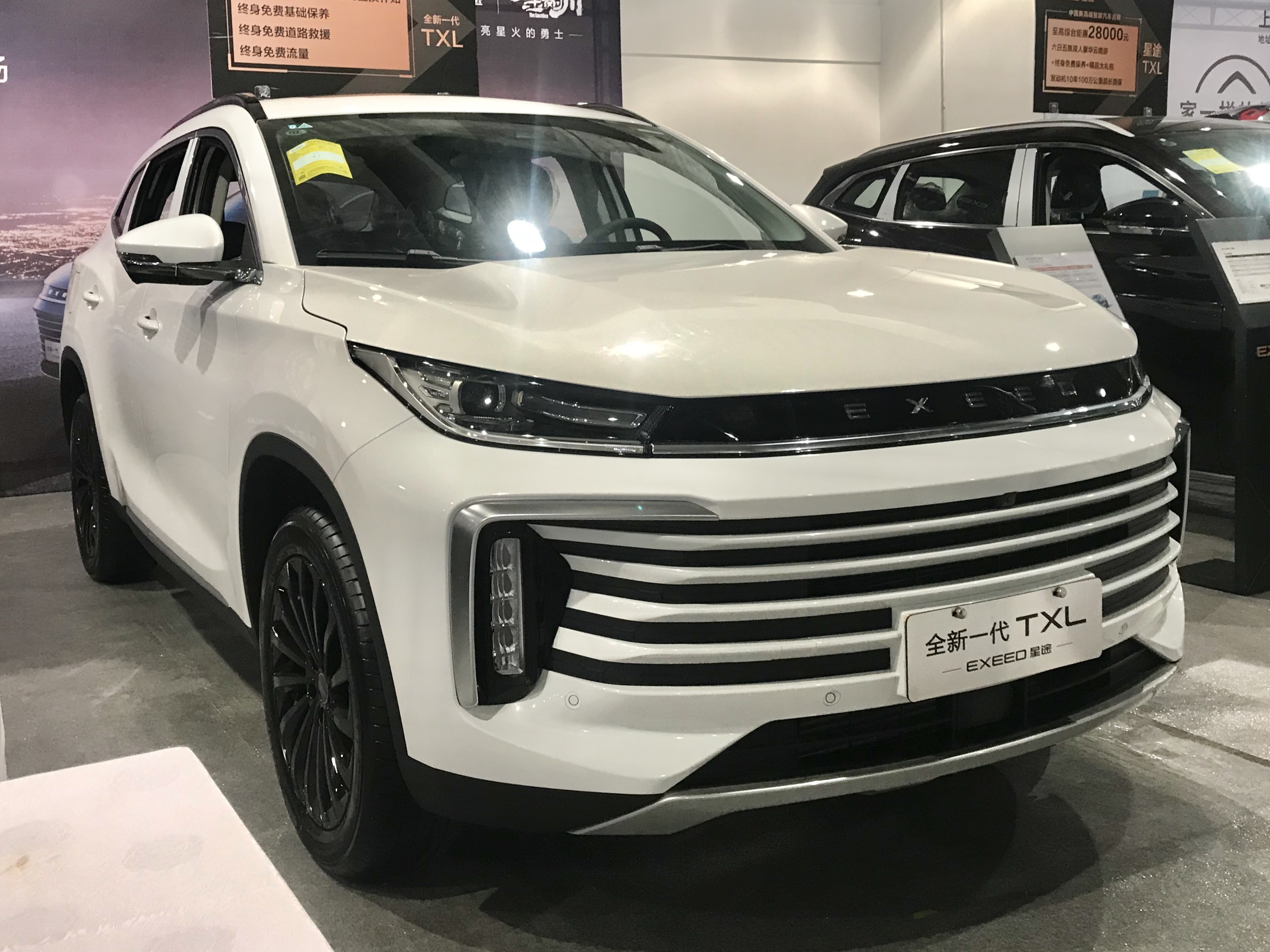
Exeed TXL
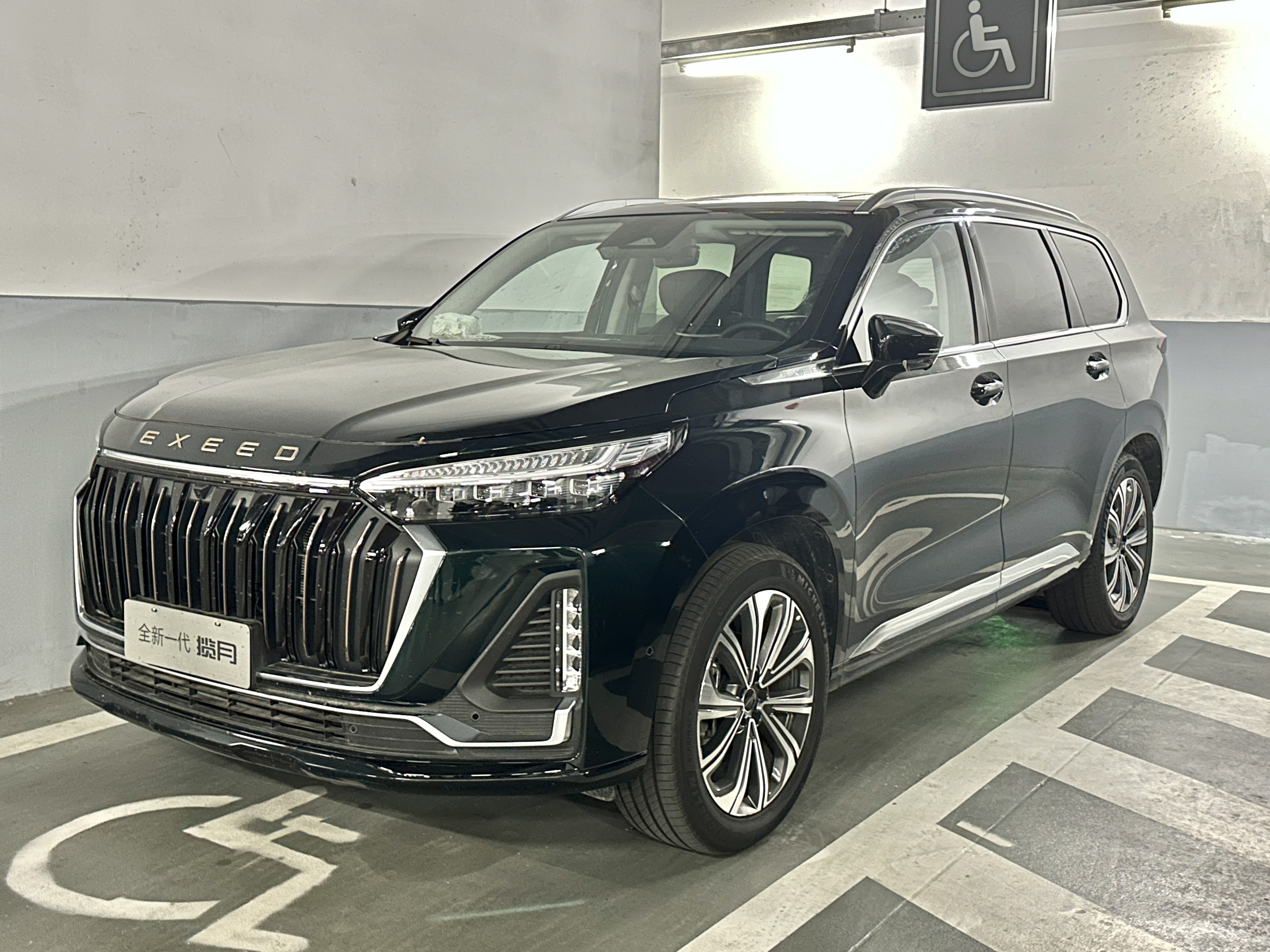
Exeed VX
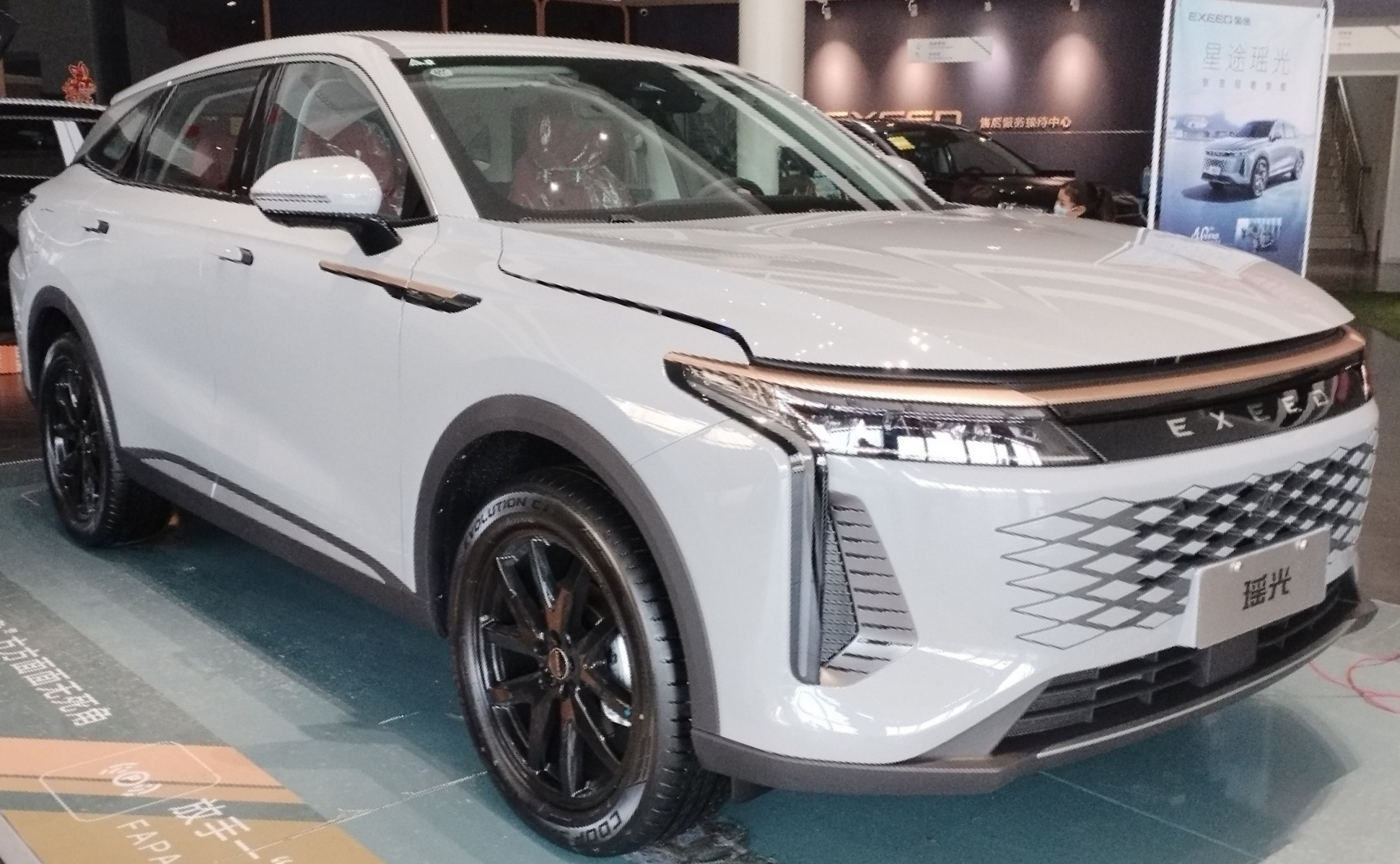
Exeed RX
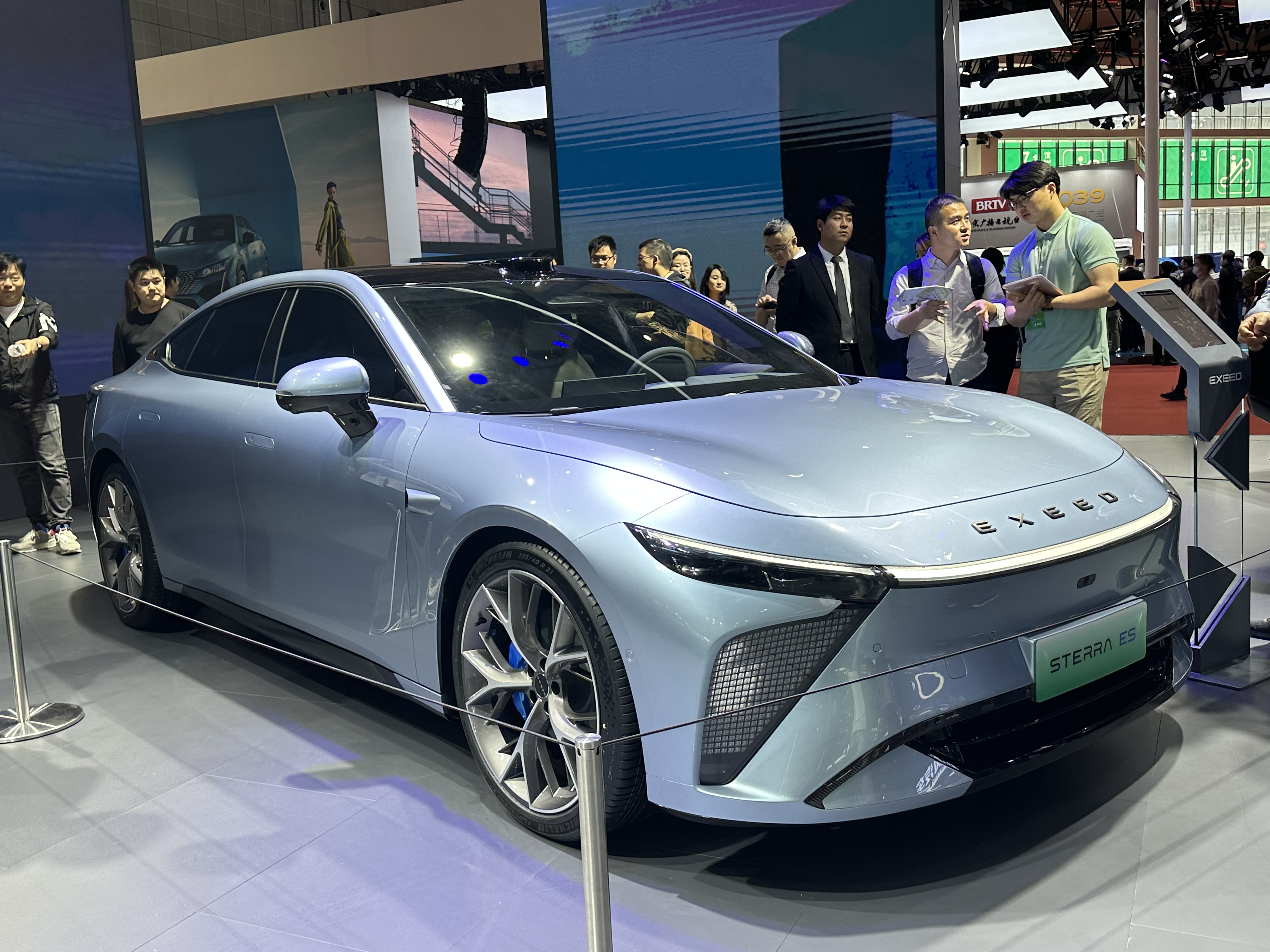
Exeed Sterra ES (codename E03, 2023–present)
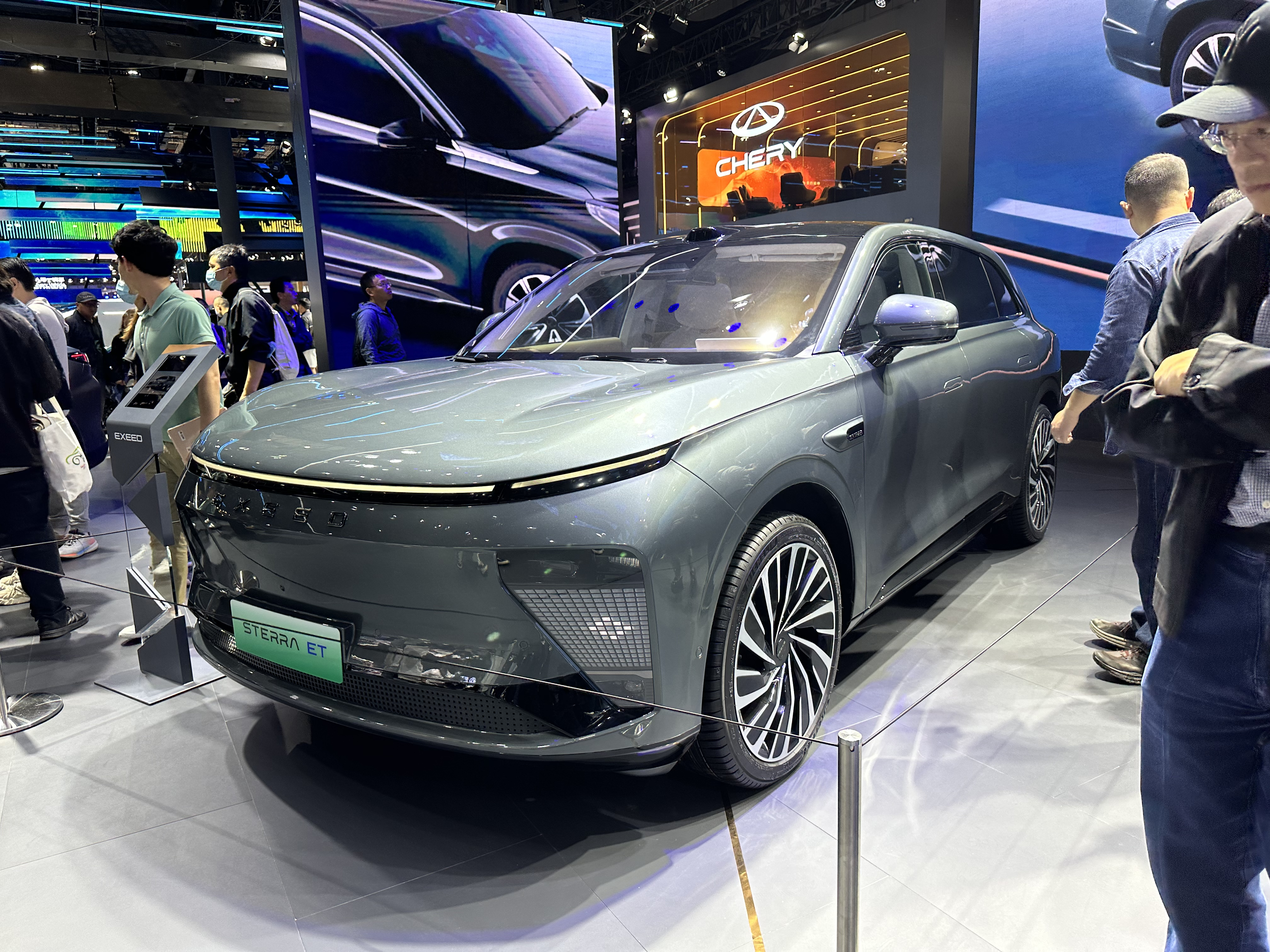
Exeed Sterra ET

### Jetour
Jetour (捷途) est la marque économique de Chery lancée en 2018 sous Chery Commercial Vehicle.

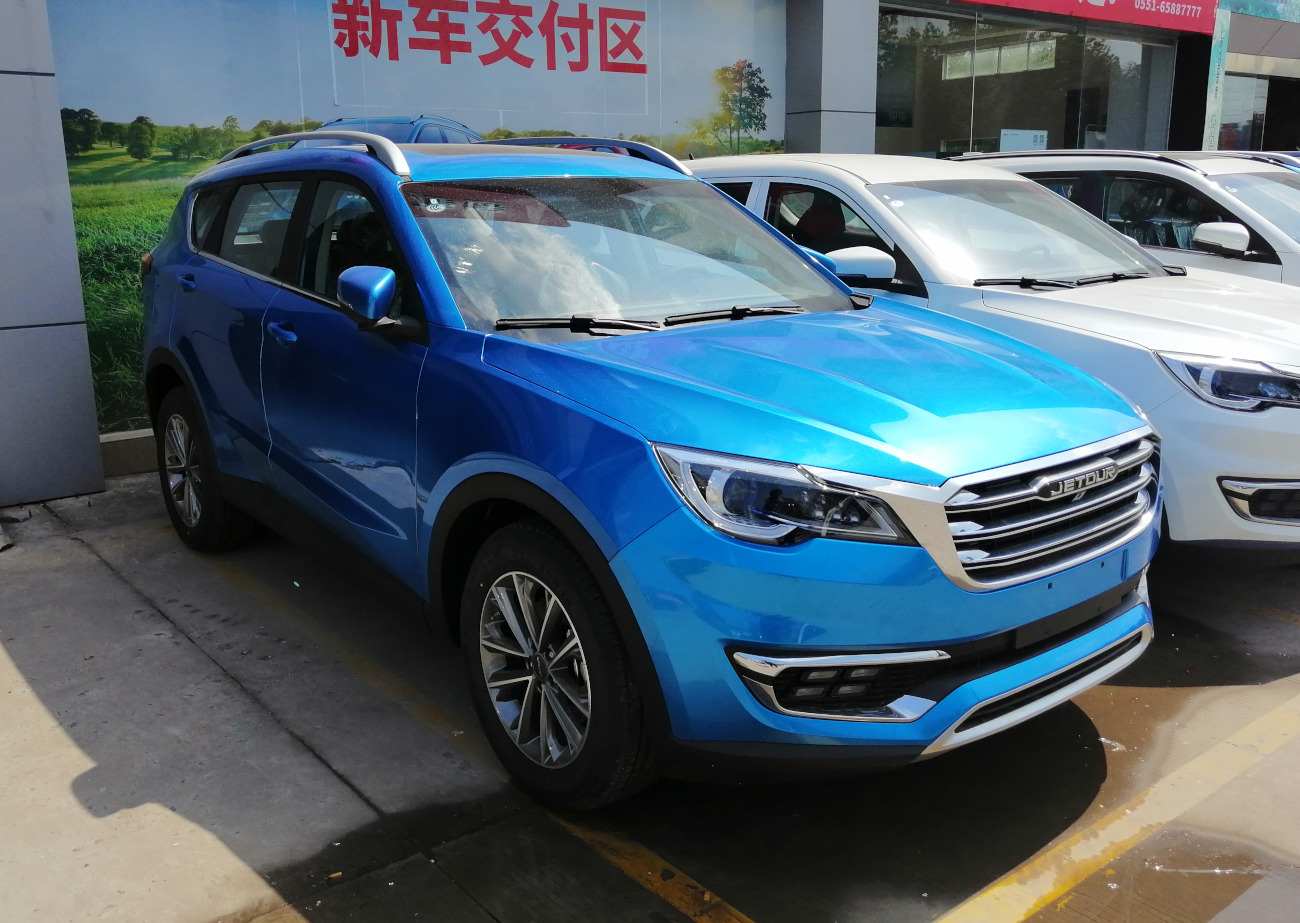
Jetour X70
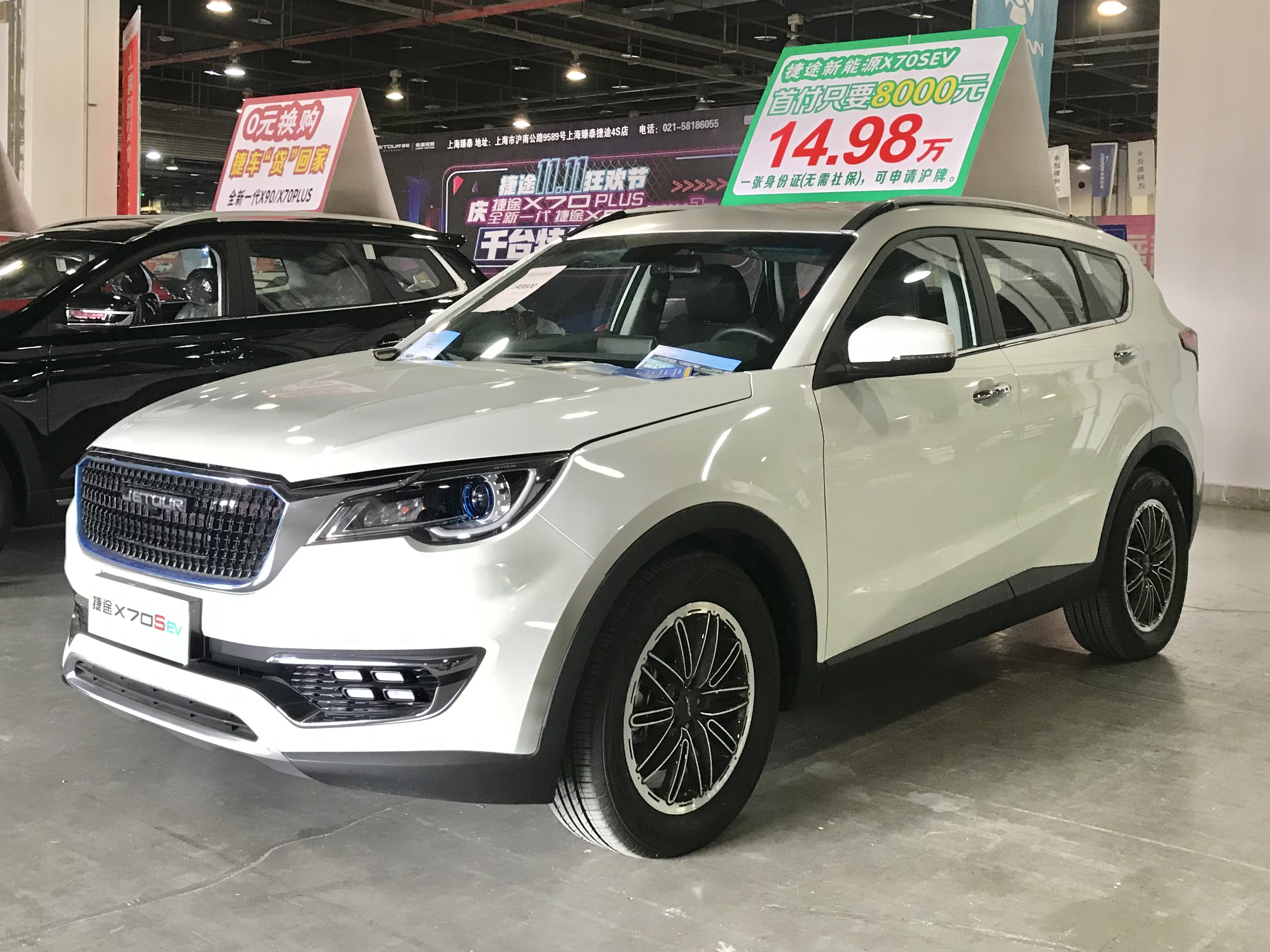
Jetour X70 S
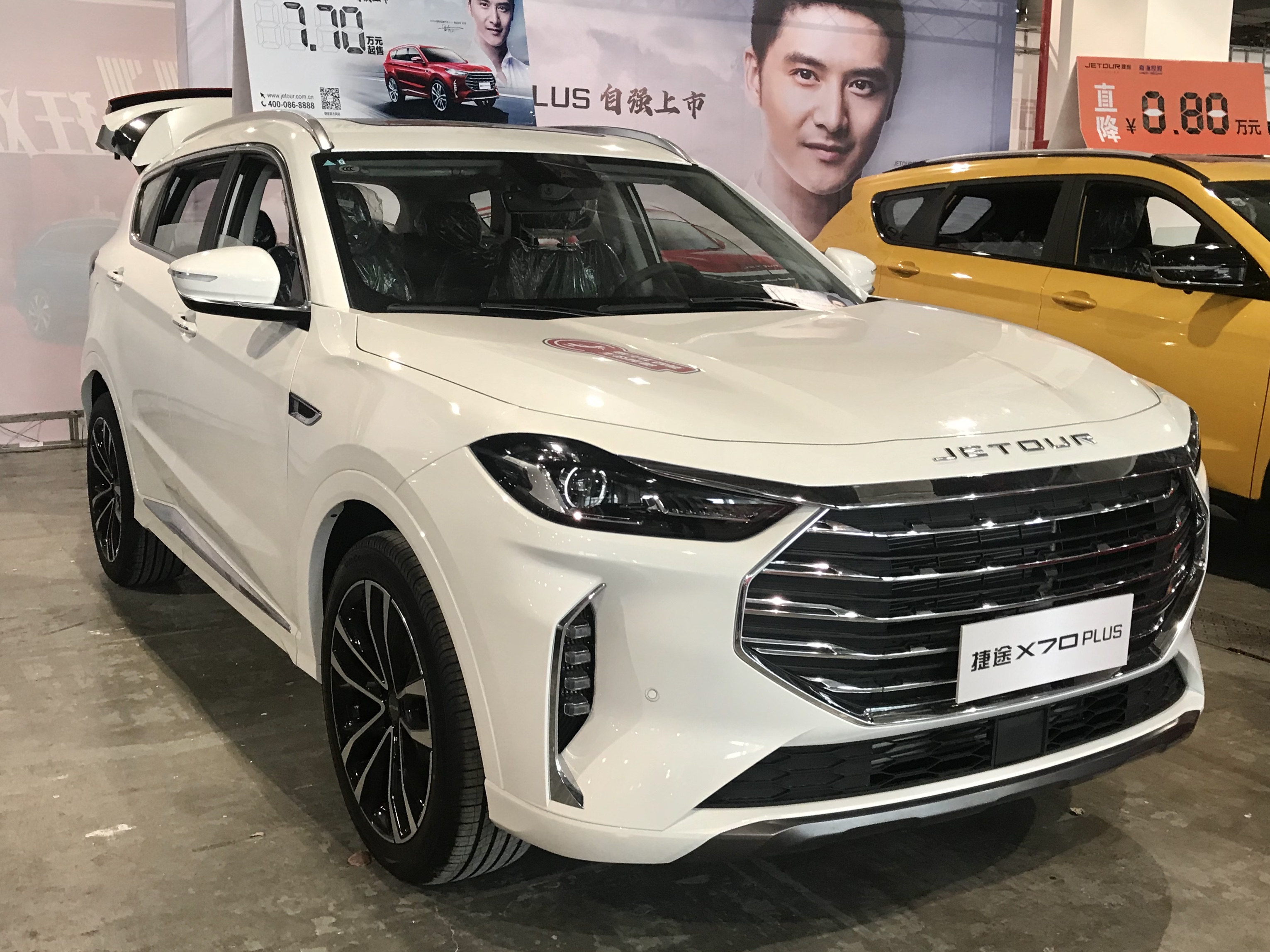
Jetour X70 Plus
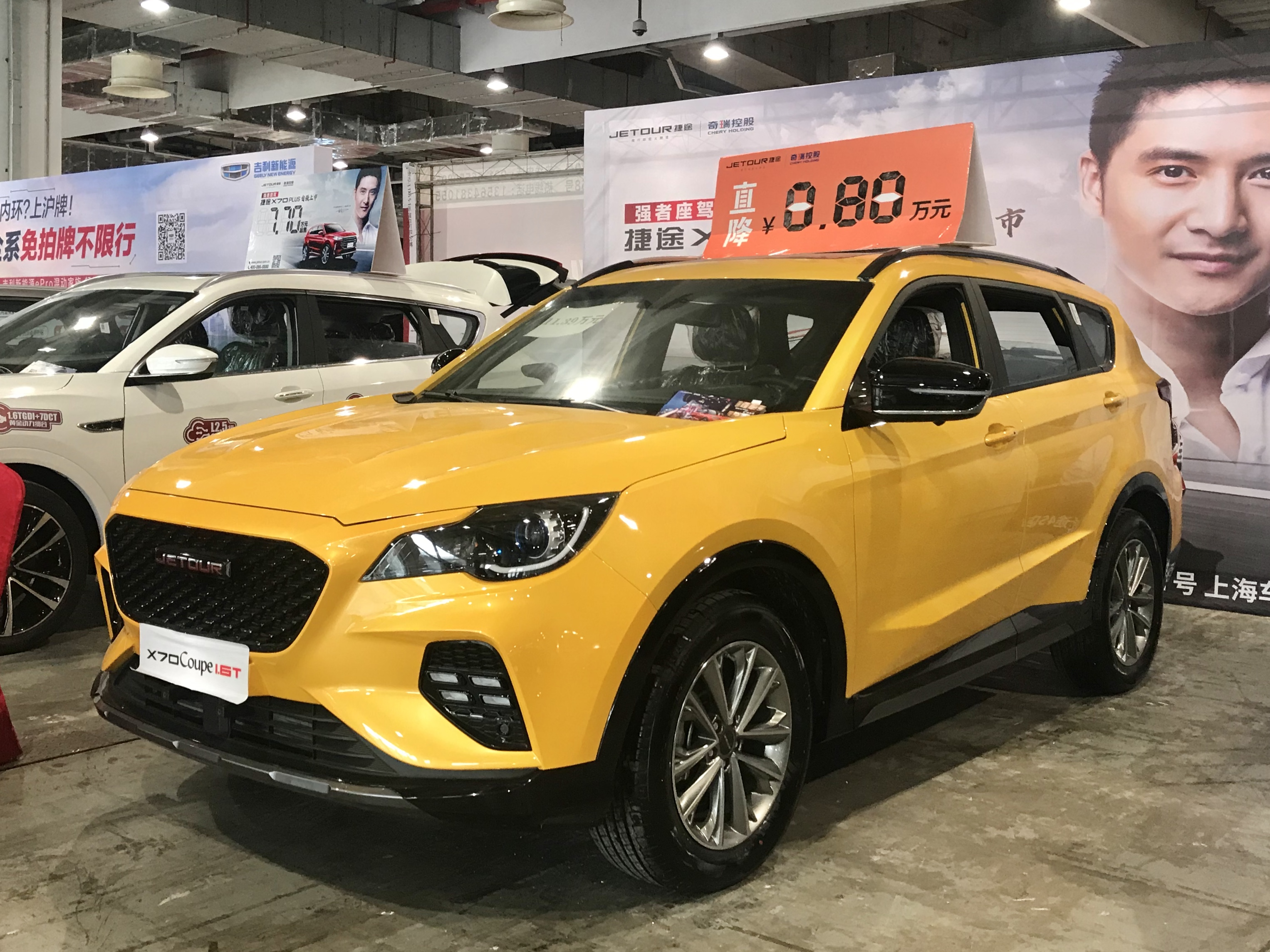
Jetour X70 Coupe
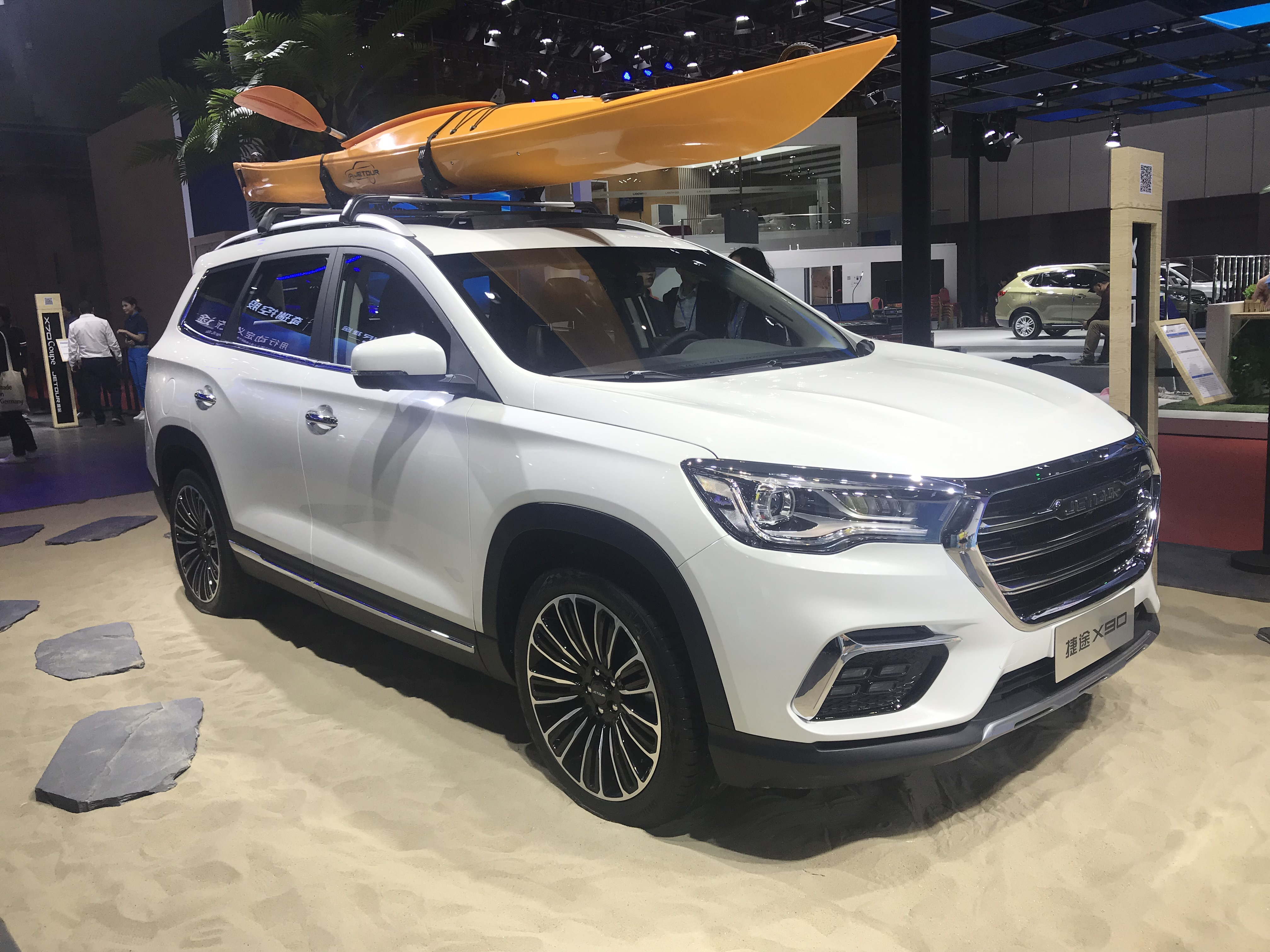
Jetour X90
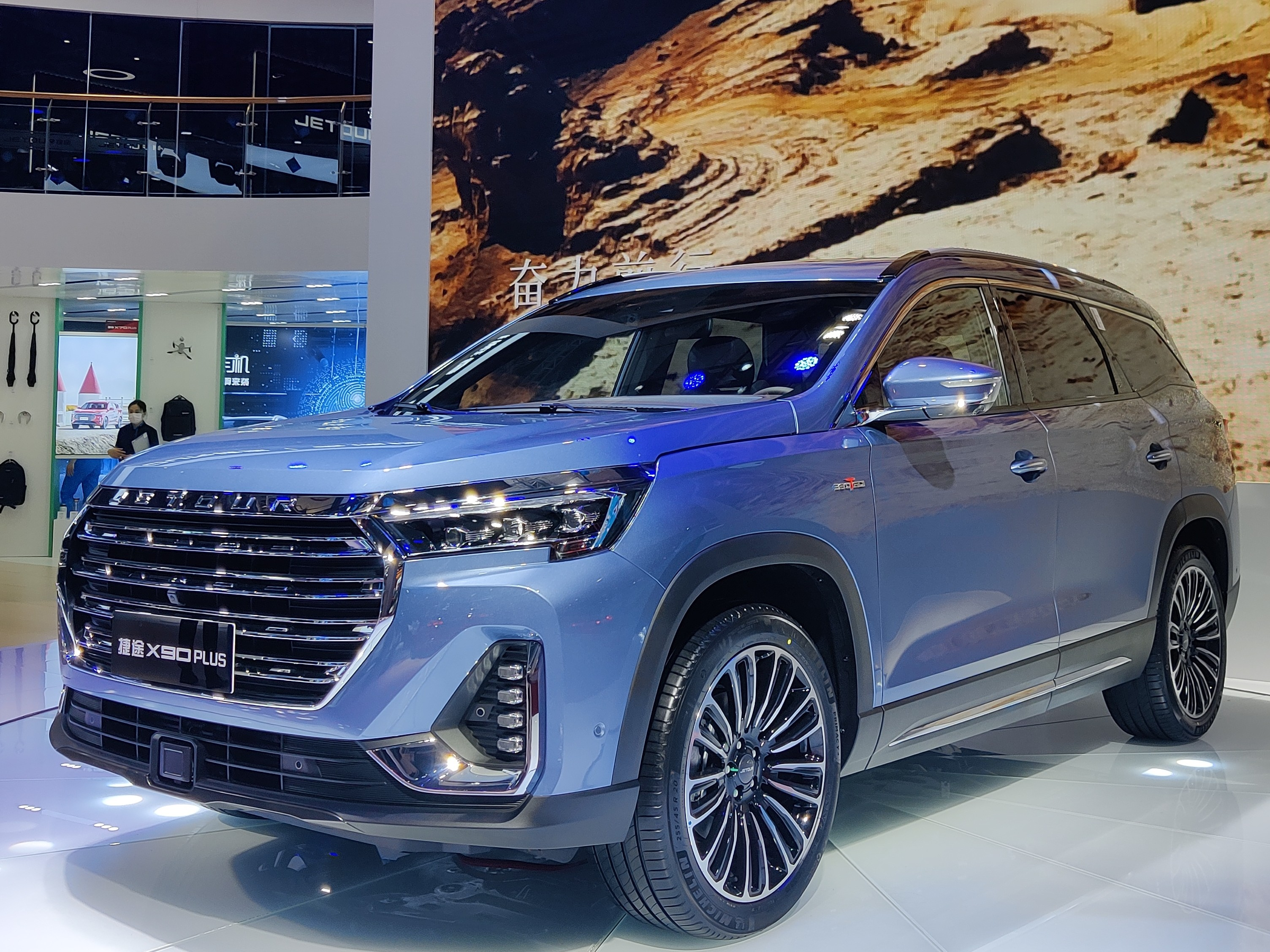
Jetour X90 Plus
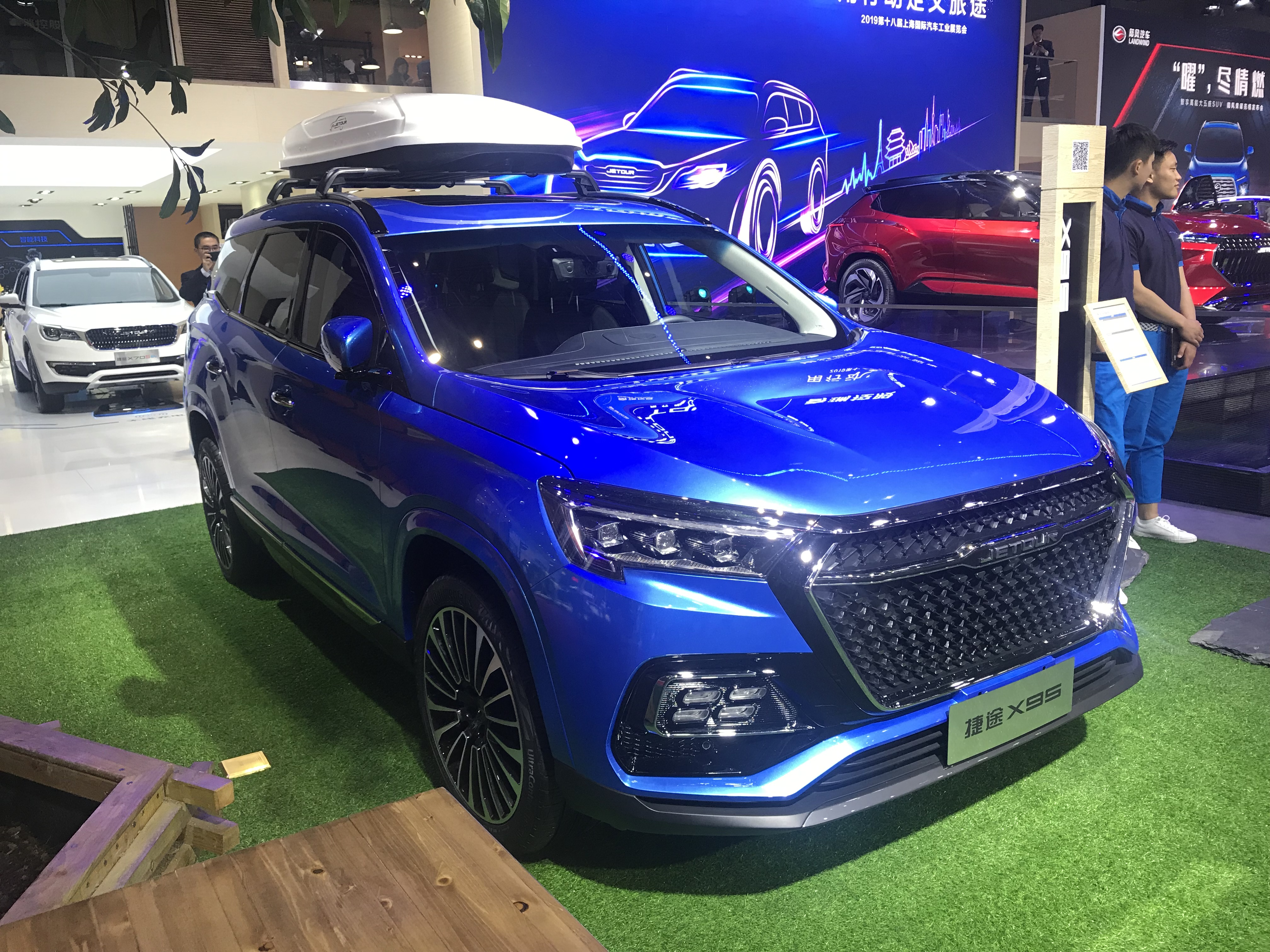
Jetour X95
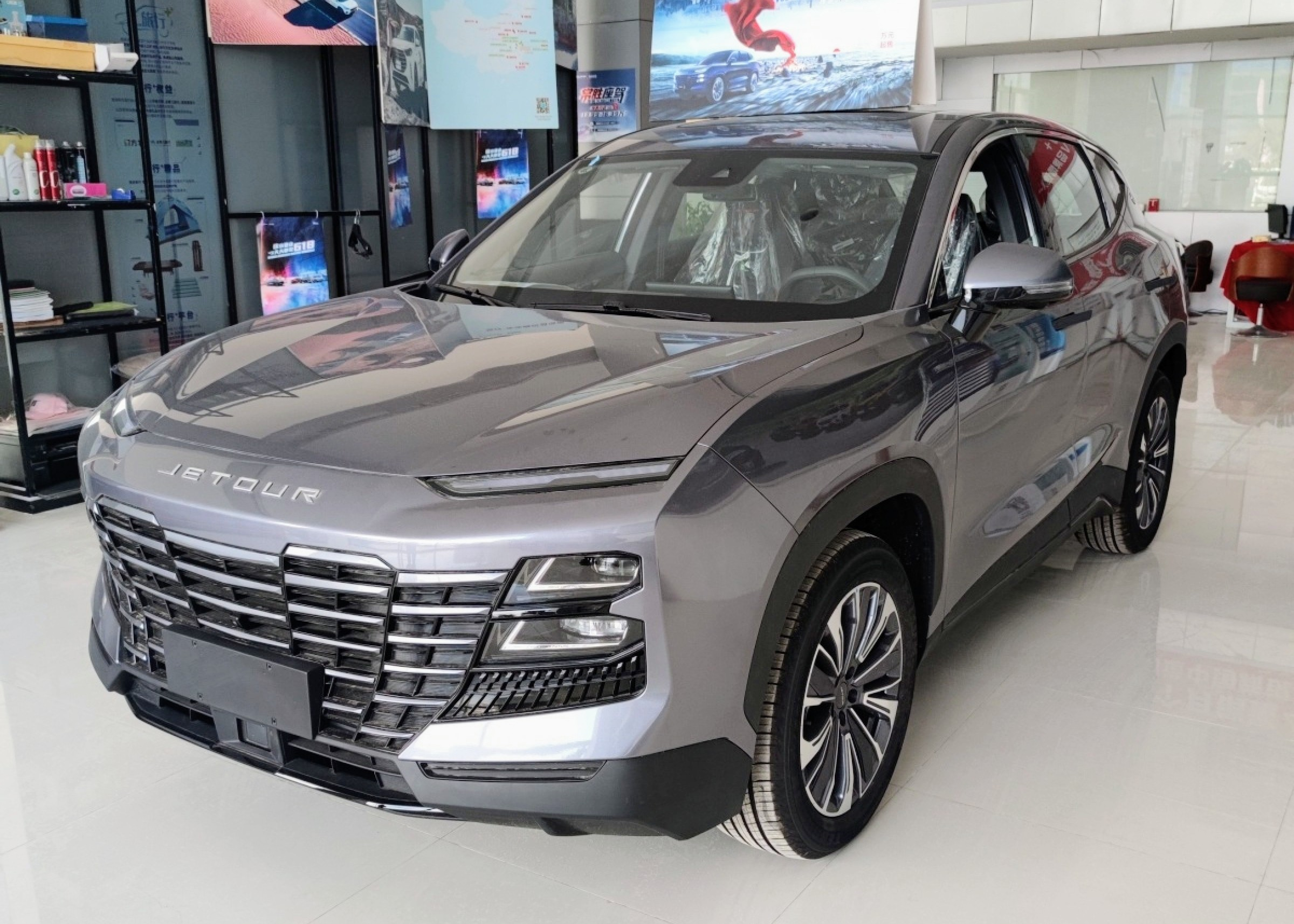
Jetour Dashing

### iCAR
iCAR est la marque EV de Chery destinée aux jeunes clients, lancée en avril 2023. CATL a annoncé qu'il intégrerait ses batteries sodium-ion dans le Chery iCAR.
- iCar V23 (2025-présent)
- iCar 03 (en) (2023–présent)
- iCar 03T (2024-présent)
- iCAR GT (concept car)

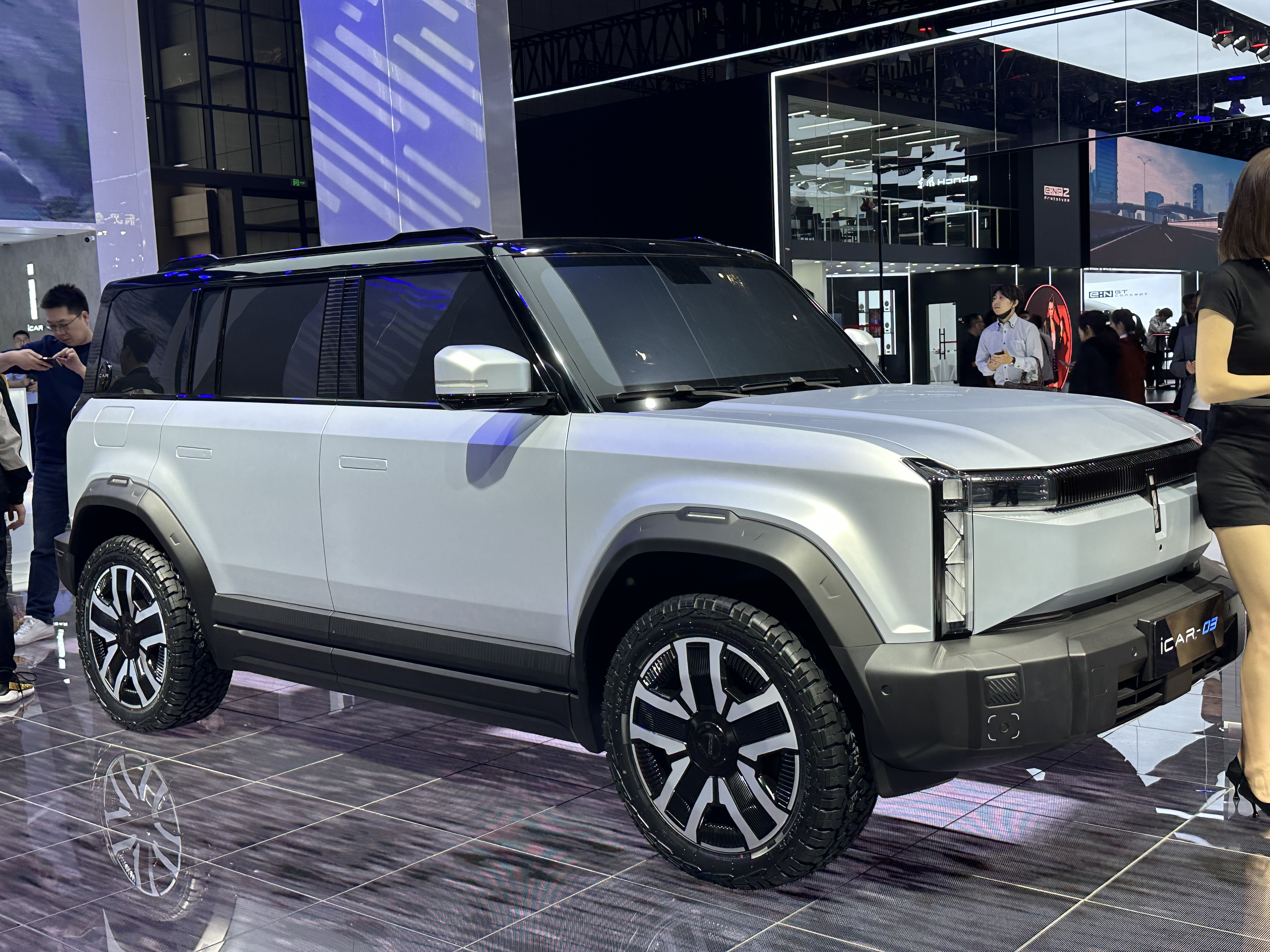
iCAR 03
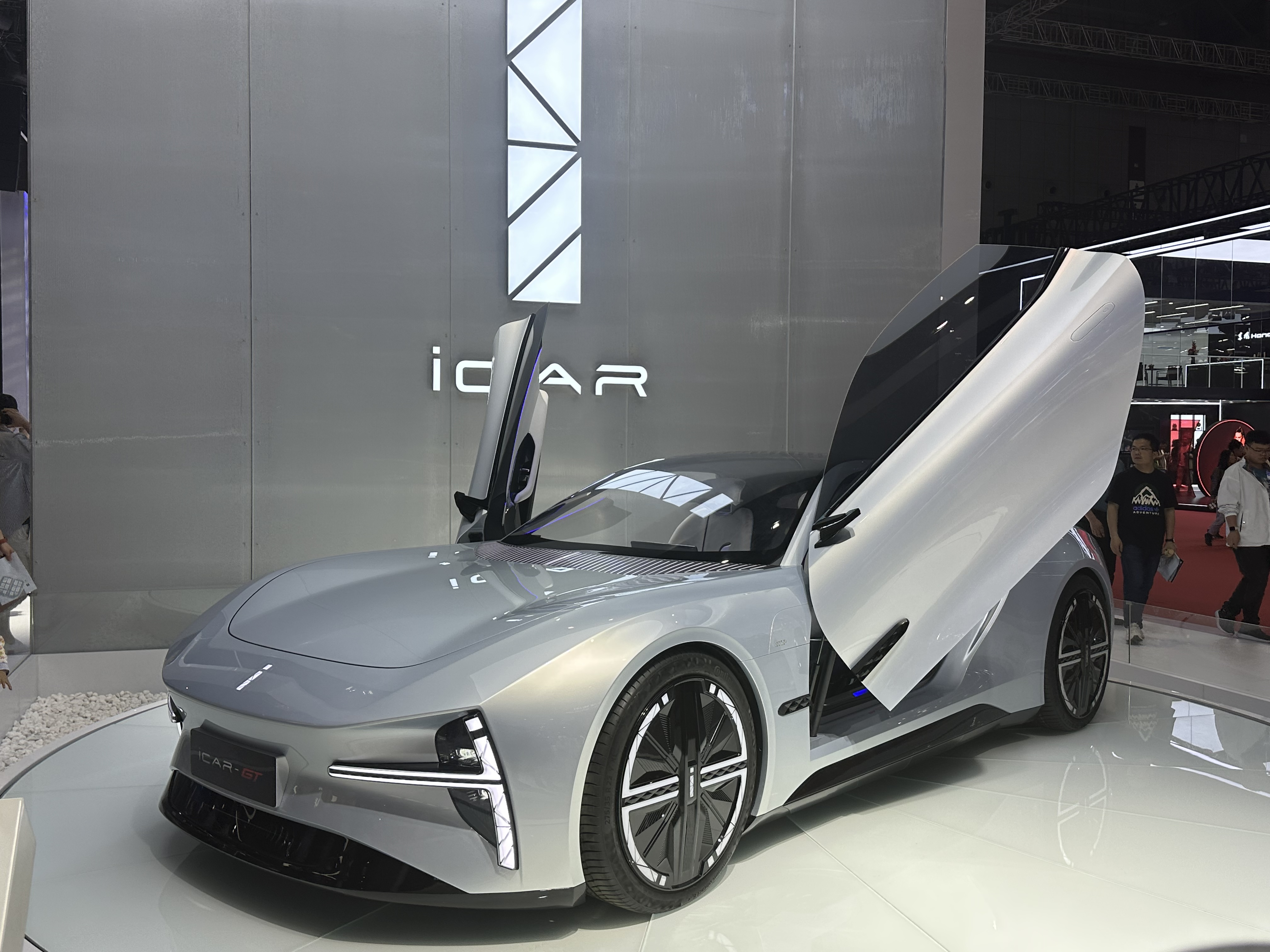
iCAR GT

### Luxeed
Luxeed est la marque de véhicules électriques haut de gamme de Chery en coopération avec Huawei. La première voiture, une berline de direction électrique haut de gamme, devrait être dévoilée au troisième trimestre 2023, et serait la première voiture à avoir le Harmony OS 4 system on board.

### Karry
Karry est une marque de véhicules utilitaires légers.

### Marques étrangères
Jaecoo, Lepas et Omoda sont les marques de Chery destinées spécifiquement aux ventes à l'étranger.

#### Jaecoo
- Jaecoo 7, rebadgé Chery Explore 06 (2023–present)
- Jaecoo 9, rebadgé Chery Tiggo 9 (2023–present)

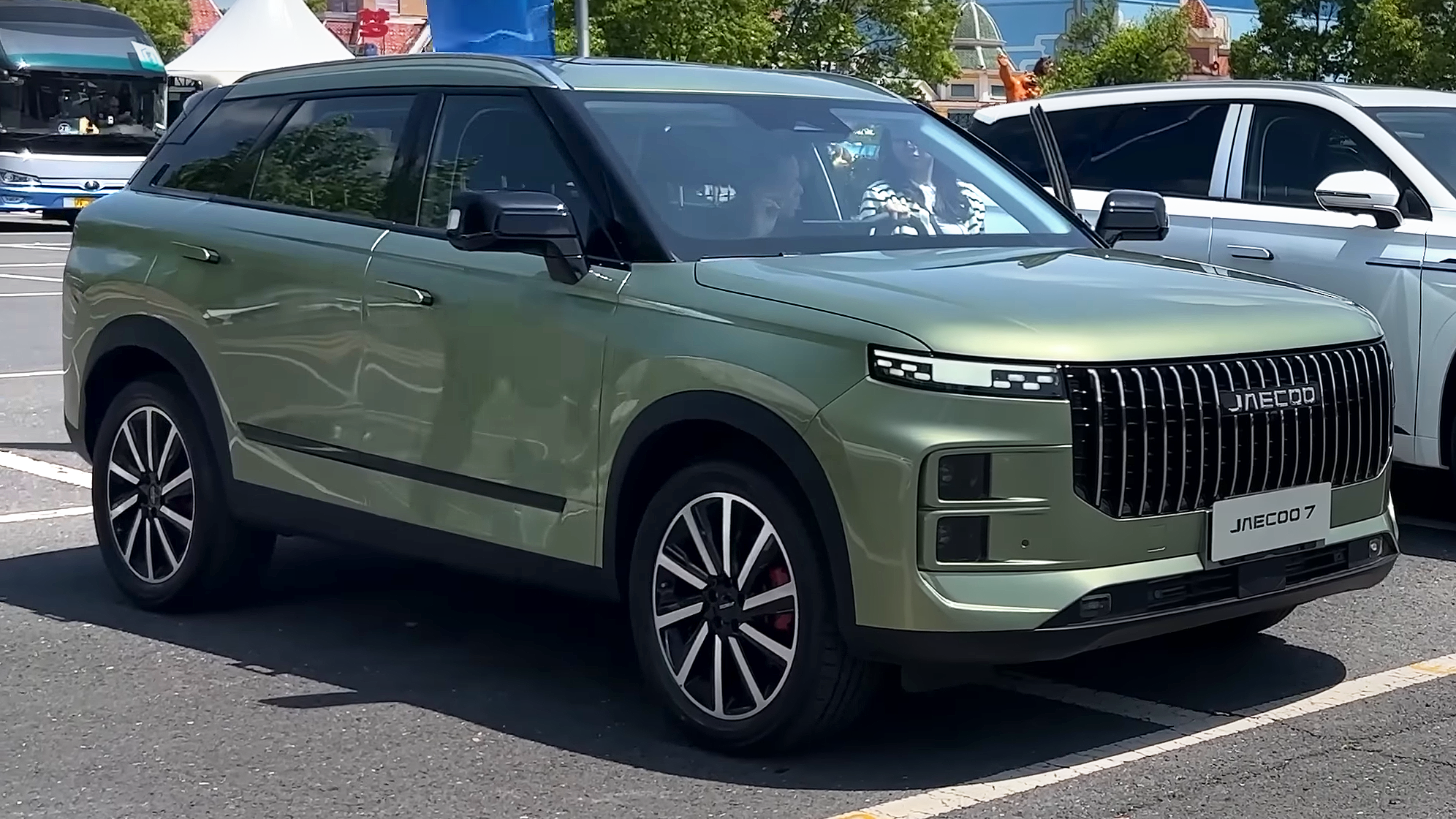
Jaecoo 7
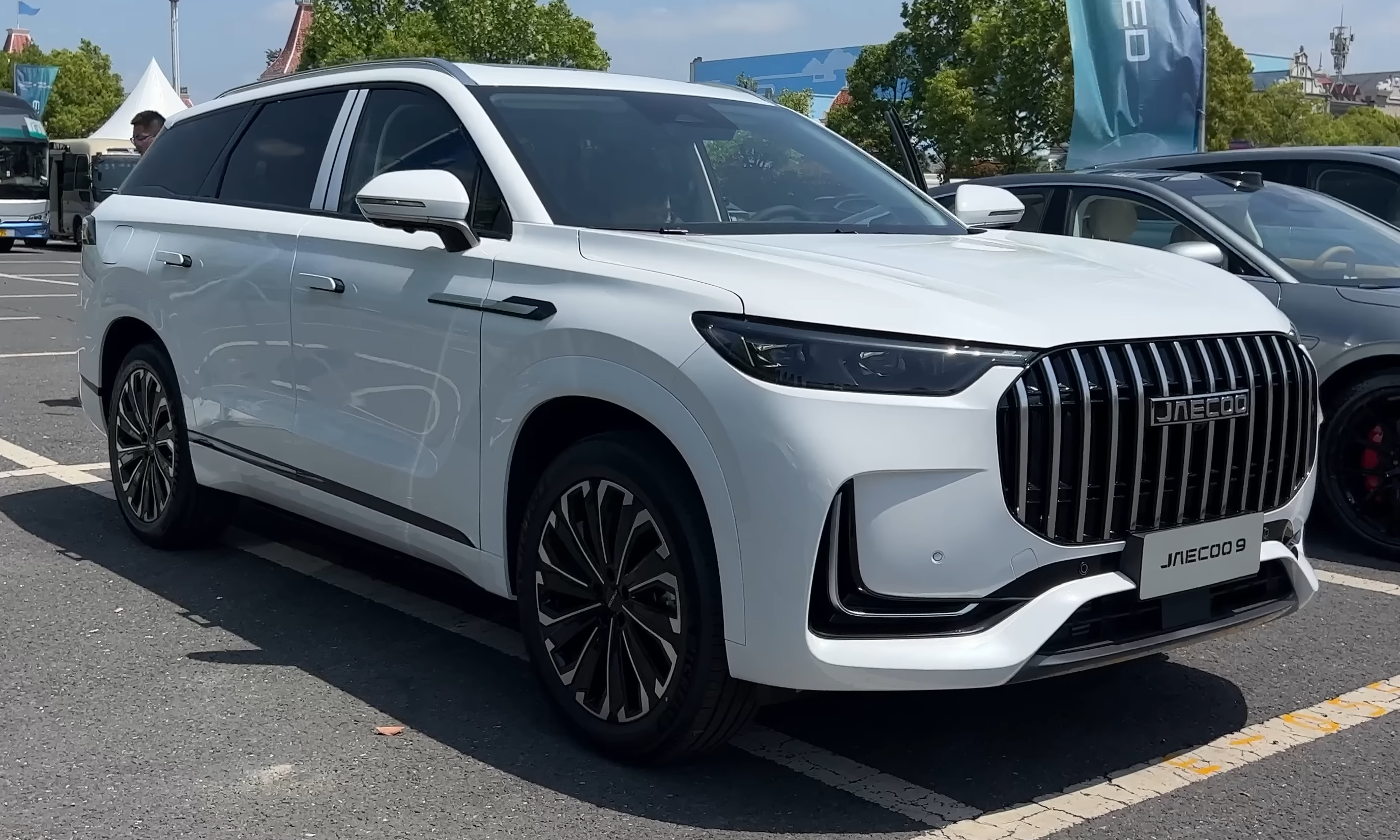
Jaecoo 9

#### Omoda

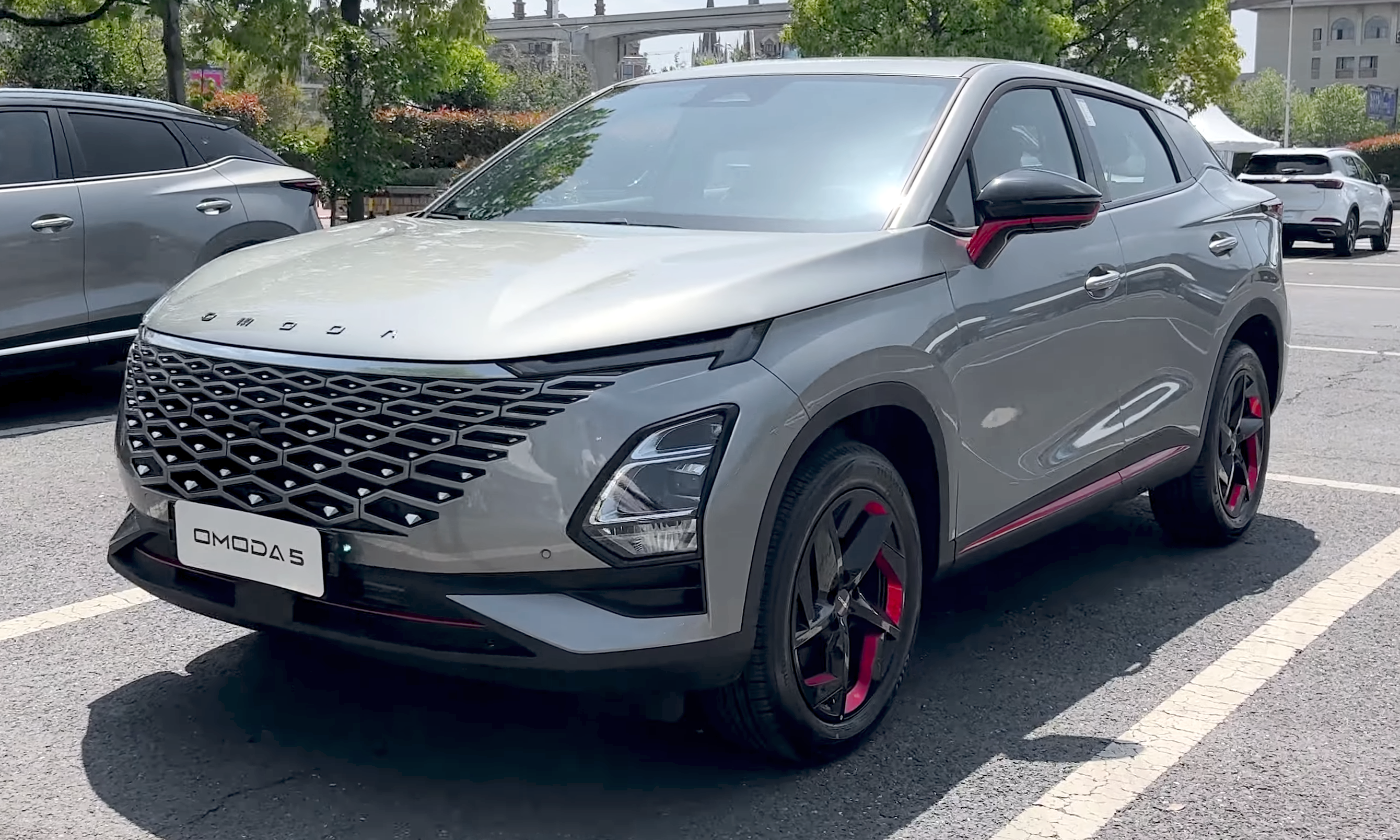
Omoda C5

- Omoda E5, SUV compact 100 % électrique

### Anciens modèles

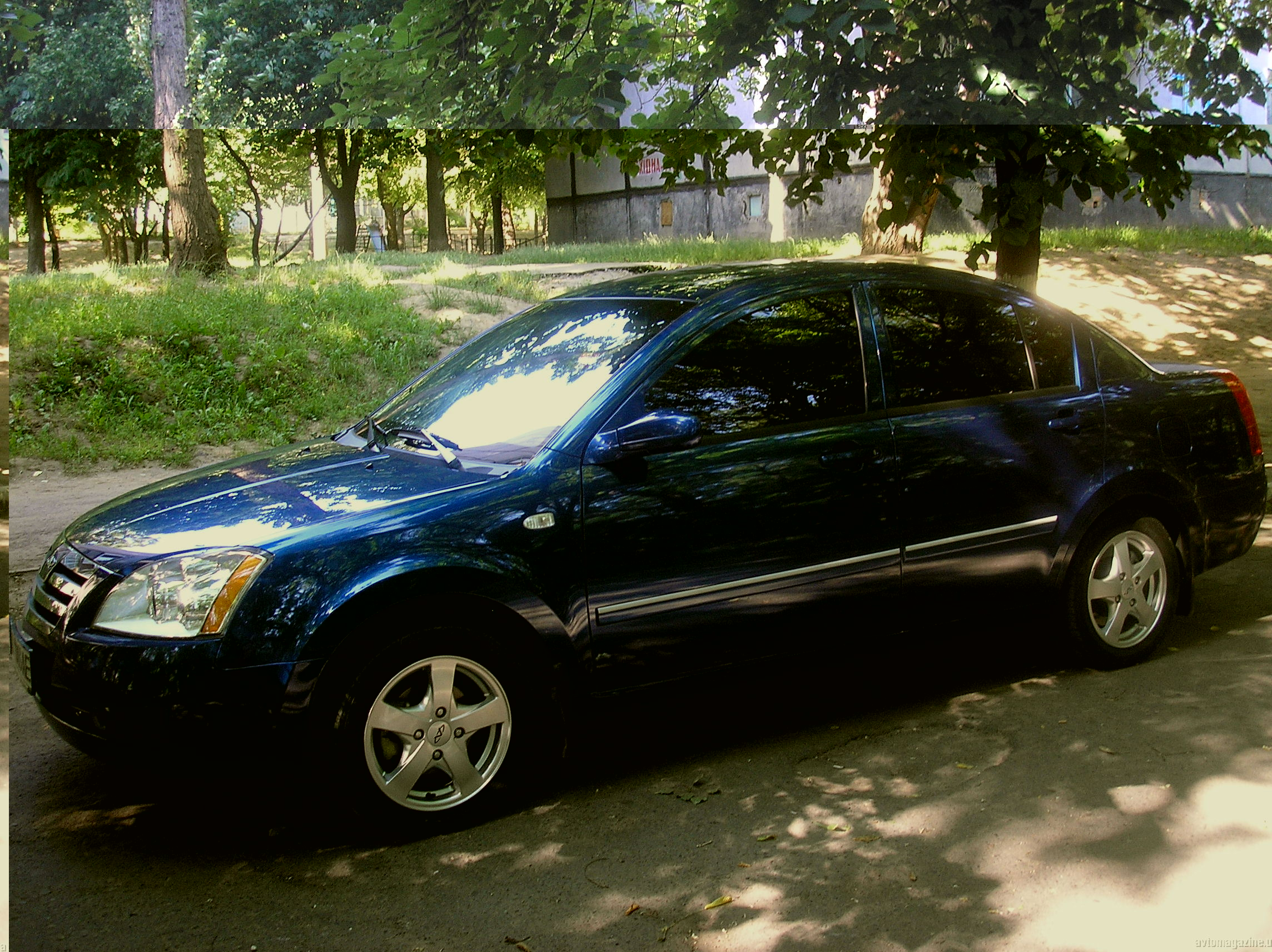
Chery A5

- QQ3 : citadine aux lignes arrondies, une copie chinoise de la Chevrolet Matiz. C'est le véhicule le plus vendu de la marque, de loin.
- QQ II : modèle destiné à remplacer la QQ3. Lancé en 2014. Il n'est produit plus qu'en version électrique (voir Chery eQ).
- QQme : citadine 3 portes au profil de coupé.
- QQ6 : citadine 4 portes.
- Cowin 1 : version restylée de la QQ6, variante trois volumes de la QQ3.
- A1
- Fulwin/Windcloud (Fenyung ou SQR7162) : version chinoise sous licence de la première Seat Toledo, elle a été le premier modèle produit par la marque. Elle fut vendue avec un moteur 1.6 l essence 115 ch.
- Cowin/Flagcloud (Qiyun) : version améliorée de la Fulwin.
- Cowin 2 : version restylée de la Cowin, moteur 1,6 l, 5 portes.
- Fulwin 2 : disponible en 5 portes, ou en trois volumes 4 portes.
- E3 : berline 4 portes.
- Arrizo 3 : berline 4 portes, version améliorée de l'E3.
- A3 : compacte, existe en 4 ou 5 portes.
- A5 : directement dérivée de la Seat Toledo, cette berline est équipée d'un moteur 2.0 l. Sa carrosserie a été dessinée par Bertone.
- Cowin 3 : berline traditionnelle 4 portes de style classique, version restylée de l'A5.
- E5 : berline 4 portes, issue des A5 / Cowin 3.
- Eastar / Oriental Son : berline 4 portes, deuxième génération en 2012.
- Cowin 5 : issue de la première génération d'Eastar.
- Eastar Cross : familiale mi-break mi-monospace à 5 portes.
- Arrizo M7 : familiale mi-break mi-monospace à 5 portes.
- Chery Karry : minivan.
- Tiggo : SUV compact. Copie d'un Toyota Rav 4.

## Autres marques
En 2009, Chery a créé trois nouvelles marques afin de les positionner sur un segment du marché :
- Riich : pour le haut de gamme (disparue en 2014)
- Karry : qui reprend le nom de l'ancien ludospace de Chery; pour les minivans et une gamme d'utilitaires.
- Rely : pour les modèles de loisir.

De ces trois marques, seule Karry existe encore.
En 2014, Chery lance une nouvelle marque - Cowin destinée aux jeunes consommateurs.
Au salon de Francfort en septembre 2017, Chery dévoile une nouvelle marque - Exceed - destinée à être aussi vendue en Europe, dont la vente en Chine débute en 2019.
En 2013, Chery a lancé une nouvelle marque visant le moyen - haut de gamme et baptisée Qoros. Ses fortes ambitions se sont cependant heurtées à des ventes très limitées, à hauteur de 7.000 véhicules en 2014, première année complète d'opération.
En 2020, création de la marque Vantas dans le but de conquérir les marchés nord-américains.

## Coentreprises

### Chery Fiat
Le projet de coentreprise entre Chery et Fiat prévu en 2007 a finalement été abandonné.

### Chery Jaguar Land Rover
La coentreprise liant le constructeur avec le groupe britannique Jaguar Land Rover a été créée en 2012 avec la construction d'une usine à Changshu dans la province du Jiangsu.
Les premiers modèles à être produits en Chine sont les Range Rover Evoque et Discovery Sport.
Suivent ensuite des versions allongées des Jaguar XE et XF.

## Export
- 2007 : Arrivée en Russie via Avtotor qui assemble les modèles sur place.
- 2008 : Arrivée en Turquie via Mermerler qui est le distributeur officiel de Mazda et en Afrique du Sud via McCarthy Ltd.
- 2023 : en novembre 2023, Chery annonce le lancement de la marque en Algérie[26].